# Культура шнурової кераміки

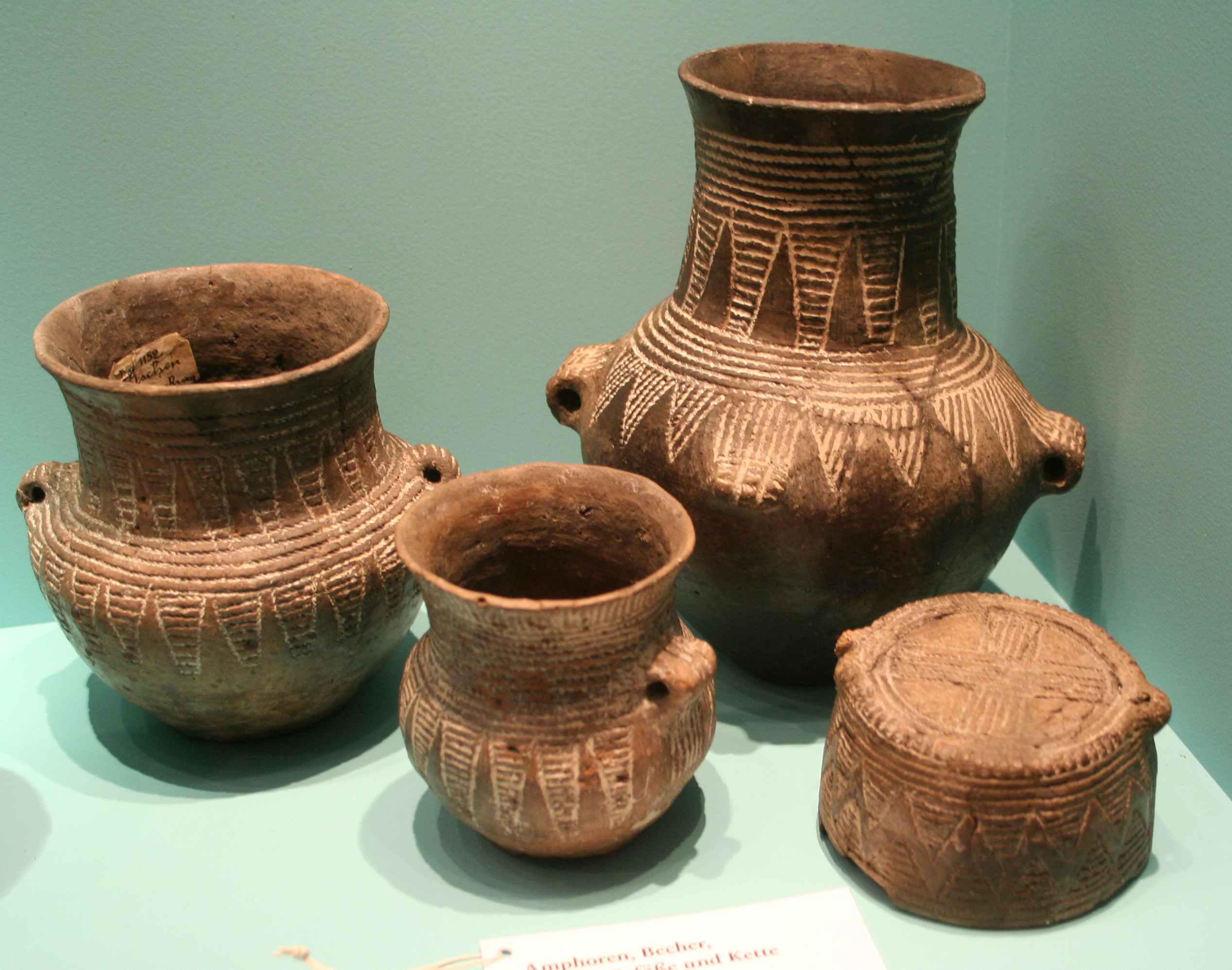
Посуд племен шнурової кераміки. Берлінський музей. Виготовлений біля 2500 р до н. е.

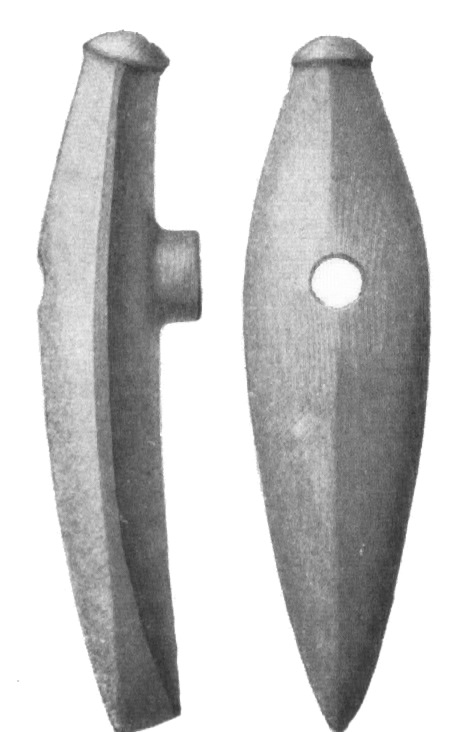
Бойова сокира племен культури шнурової кераміки. Норвегія.

Культура шнурової кераміки (відома також як культура бойових сокир) — широкий археологічний горизонт Європи бл.  3000 – 2350 рр. до н. е., тобто від пізнього неоліту до мідної доби й закінчуючи ранньою бронзовою добою. 

Культура шнурової кераміки охоплювала величезну територію, від зони контакту між Ямною культурою та культурою шнурової кераміки на півдні Центральної Європи до Рейну на заході та Волги на сході, займаючи частини Північної, Центральної і Східної Європи. 

Ранні аутосомно-генетичні дослідження показали, що культура шнурової кераміки походить від міграції людей на захід, пов'язаних із Ямною культурою, із лісостепової зони на територію європейських культур пізнього неоліту; 

однак докази батьківської ДНК не підтверджують цю гіпотезу, і тепер припускають, що культура шнурового посуду розвивалася паралельно (хоча під значним впливом) ямній культурі, без доказів прямого походження між ними по чоловічій лінії. 

Культура шнурового посуду вважається ймовірним вектором поширення багатьох індоєвропейських мов у Європі та Азії. 

## Назва
Термін «культура шнурового посуду» (нім. Schnurkeramik-Kultur) вперше ввів німецький археолог Фрідріх Клопфляйш в 1883 році. 
 
Він назвав її на честь шнурових відбитків або орнаментів, характерних для кераміки. 

Термін «культура поодиноких поховань» походить від звичаю поховання носіїв культури, який полягав у закопуванні під курганами в скорченому положенні з різними артефактами. 
Культура бойових сокир або культура човноподібних сокир отримала назву від свого характерного чоловічого жертвоприношення — бойової сокири у формі кам’яного човна. 

## Географія

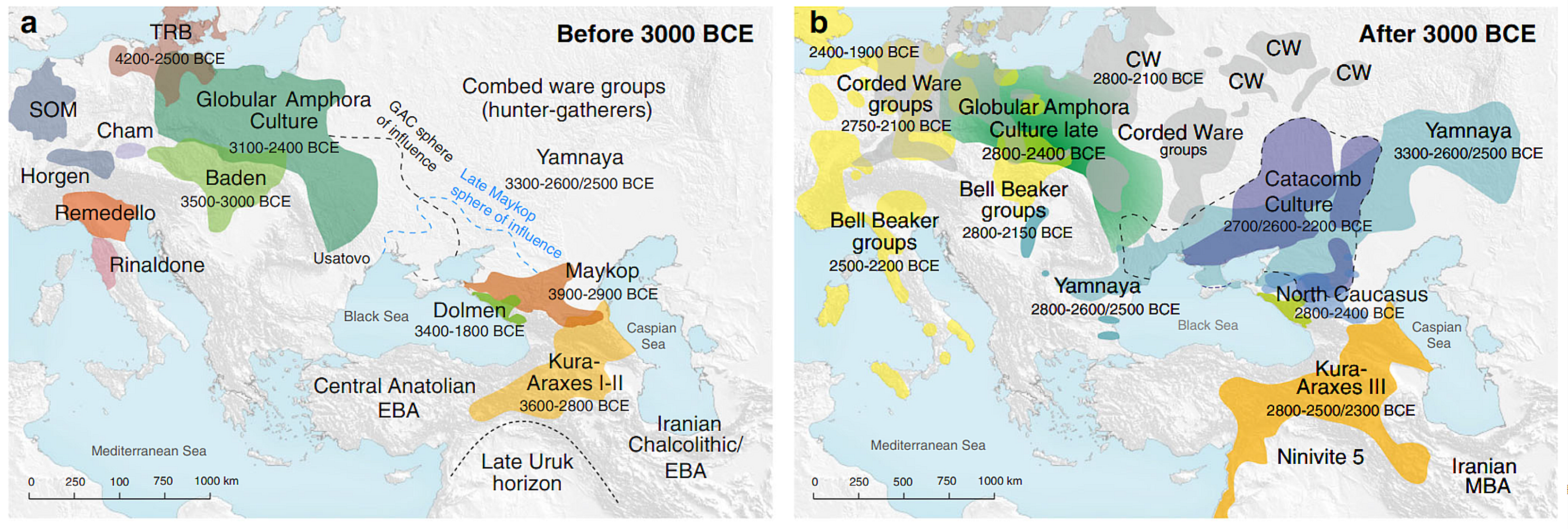
Горизонт культур шнурового посуду (CW,) і поширення археологічних культур в Європі та на Кавказі до та після 3000 р. до н. е.

Культура шнурової кераміки охоплювала більшу частину континентальної Північної Європи від Рейну на заході до Волги на сході, включаючи більшу частину сучасної Німеччини, Нідерландів, Данії, Польщі, Литви, Латвії, Естонії, Білорусі, Чехії, Австрії, Угорщини, Словаччини, Швейцарії, північно-західної Румунії, північної України та європейської частини Росії, а також прибережної Норвегії та південь Швеції та Фінляндії. 

У пізньому енеоліті/ранній бронзі культура охоплювала майже весь Балканський півострів, де культура шнурової кераміки мала контактну зону з іншими культурами степу. 

Археологи відзначають, що культура шнурової кераміки не була «єдиною культурою», оскільки носії культури шнурового посуду, які населяли величезну географічну територію від Рейну до Волги, ймовірно, мали регіонально специфічні стратегії існування та економіку. 
:226
Існують відмінності в матеріальній культурі, поселеннях і суспільстві. 

Водночас вони мали кілька спільних елементів, характерних для всіх носіїв культури шнурової кераміки, таких як їх похоронні практики, кераміка зі «шнуровим» декором та унікальні кам’яні сокири. 

Сучасна їй культура дзвоноподібних келихів мала контактну зону із західним краєм цієї культури, на захід від Ельби, і, можливо, сприяла пан’європейському поширенню цієї культури. 
Хоча була прийнята соціальна організація та модель поселення, схожа на культуру носіїв дзвоноподібних келихів, носіям культури шнурової кераміки не вистачало нових удосконалень, які стали можливими через торгівлю та сполученню морем і річками. 

### Походження

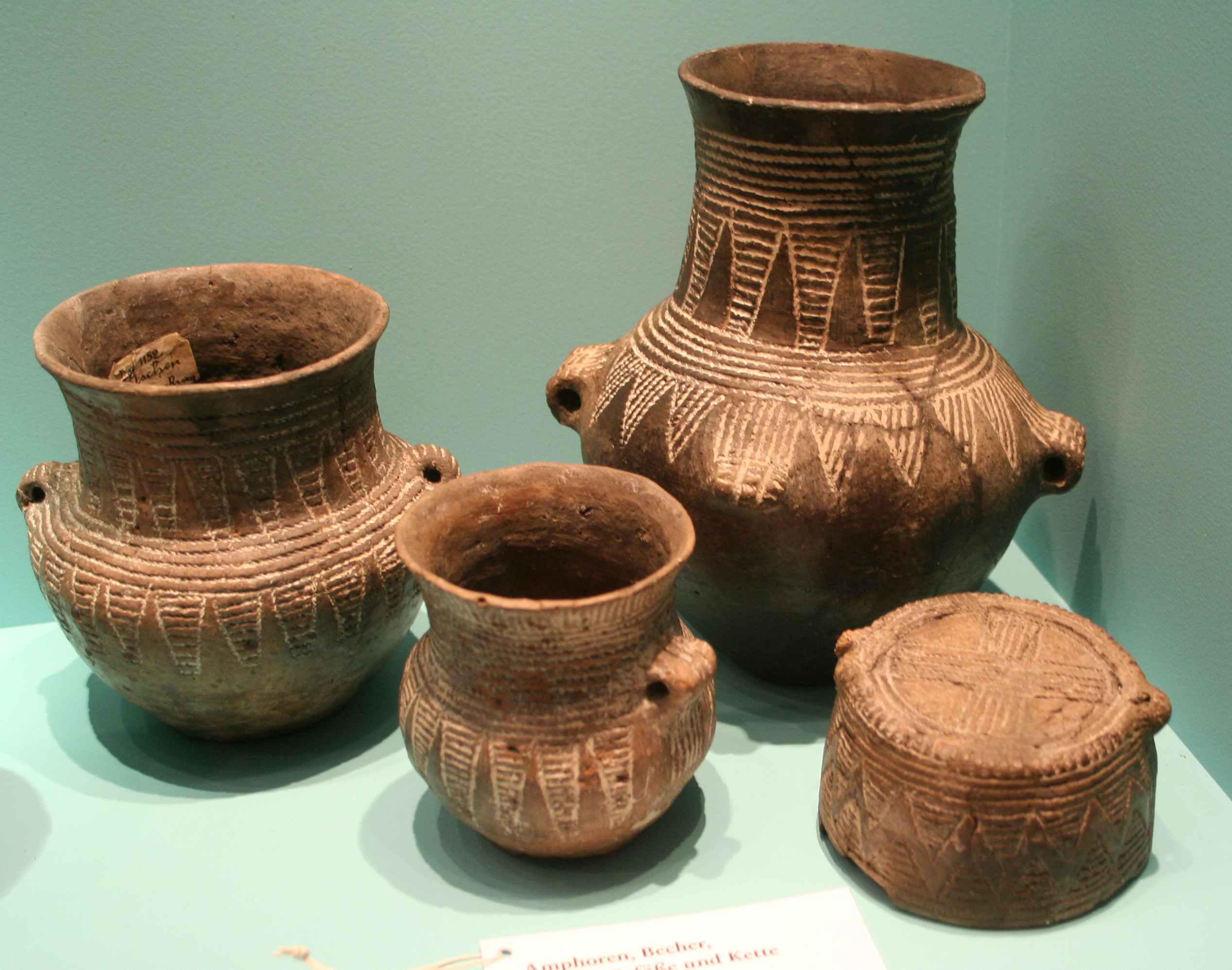
Шнуровий керамічний посуд в Музеї доісторичного періоду і ранньої історії. прибл. 2500 р. до н. е.

Походження та розповсюдження носіїв культури шнурового посуду є одним із ключових розв'язаних питань проблеми прабатьківщини індоєвропейців
, 
і між археологами існує різка розбіжність щодо походження носіїв культури шнурової кераміки. 
Культура шнурової кераміки довгий час вважалася індоєвропейською, археологи бачили вплив кочових скотарських суспільств. 
З іншого боку, деякі археологи вважали, що вона розвинулася незалежно в Центральній Європі. 

#### Зв'язки з ямною культурою

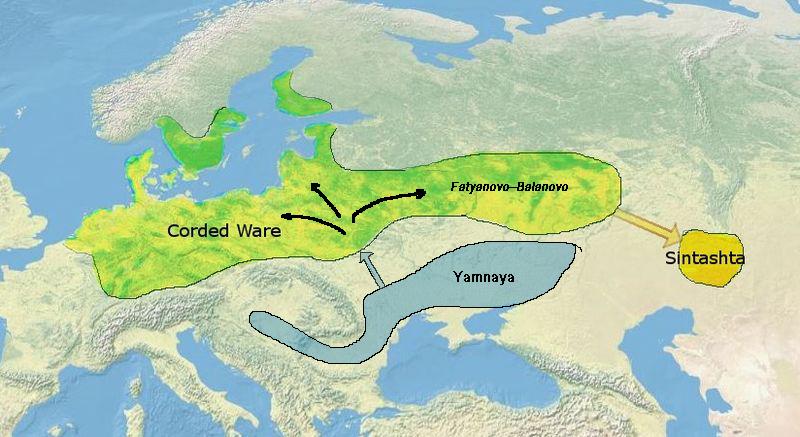
На думку Allentoft (2015), Синташтатинська культура, ймовірно, принаймні частково походить від культури шнурової кераміки. Nordqvist і Heyd (2020) підтверджують це.

Носіїв культури шнурової кераміки колись вважали першоосновою протоіндоєвропейців на основі того, що вони володіли конем і колісними транспортними засобами, очевидними войовничими можливостями, широким ареалом поширення та швидкою інтрузивною експансією в передбачуваний час розселення індо-європейських мов. 

Сьогодні ця гіпотеза втратила актуальність, оскільки степова гіпотеза наразі є найбільш прийнятною пропозицією для пояснення походження та поширення індоєвропейських мов. 

Аутосомні генетичні дослідження припускають, що люди культури шнурового посуду мають значний генетичний внесок від носіїв Ямної культури внаслідок передбачуваної «масової міграції» з Понтійсько-Каспійського степу, і люди обох культур можуть походити безпосередньо від генетично схожого доямного населення. 

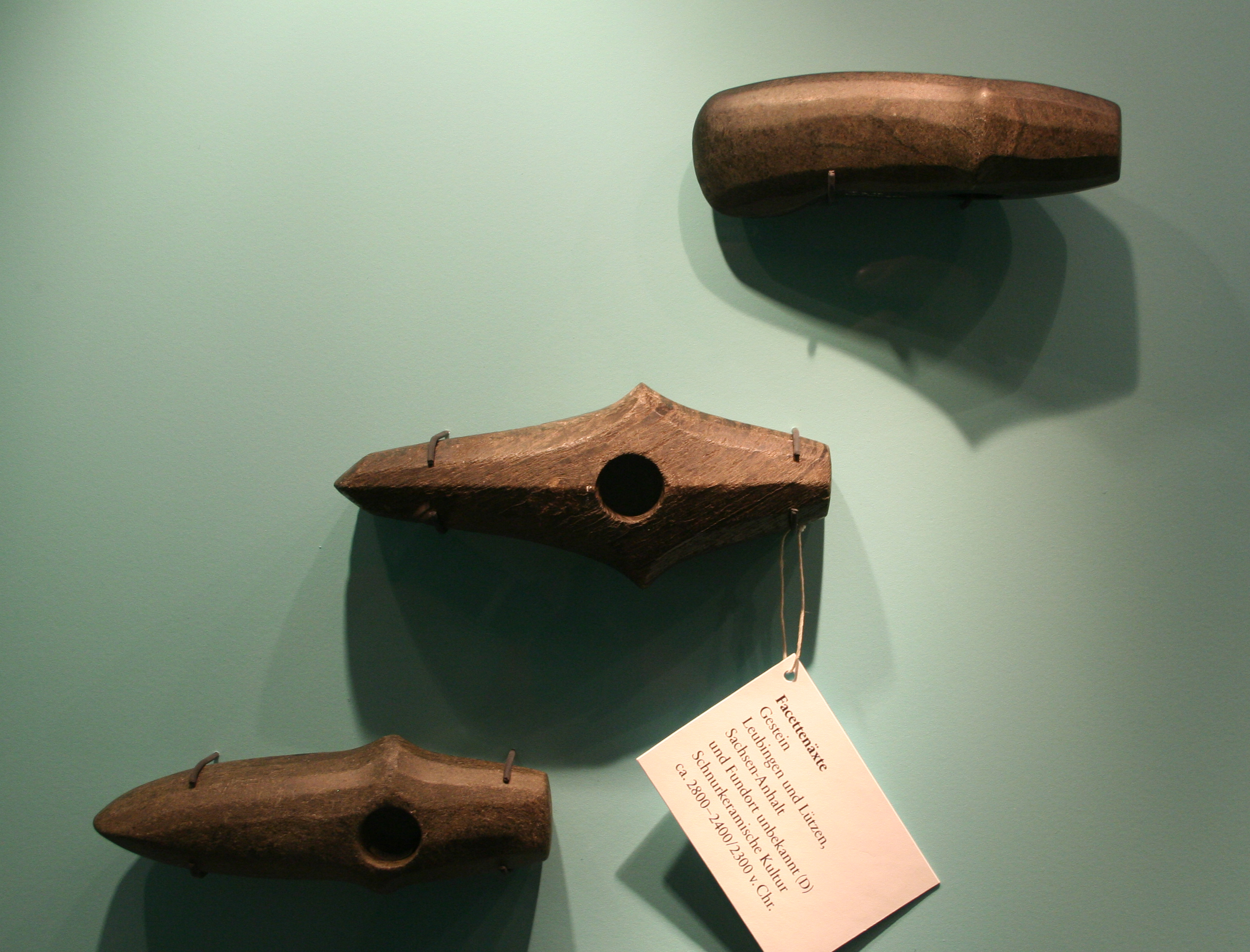
Кам'яна сокира носії культури шнурової кераміки в Музеї доісторичного періоду і ранньої історії. прибл. 2800-2400 рр. до н.е..

Kristiansen et al. (2017) припускають, що носії культури шнурової кераміки походять від скотарів-чоловіків Ямної культури, які мігрували на північ і одружувалися з жінками з фермерських громад. 

Проте Баррі Канліфф розкритикував теорію через твердження, що популяції шнурової кераміки походять від масової міграції чоловіків ямної культури, зазначивши, що доступні зразки носіїв шнурової кераміки не містять батьківських гаплогруп, які спостерігаються у чоловіків ямної культури. 

Цю думку поділяє Лео Клейн, який стверджує, що «Ямна культура не може бути джерелом культур шнурової кераміки », оскільки батьківські гаплогрупи шнурової кераміки не пов’язані з гаплогрупами, знайденими в зразках Ямної культури. 

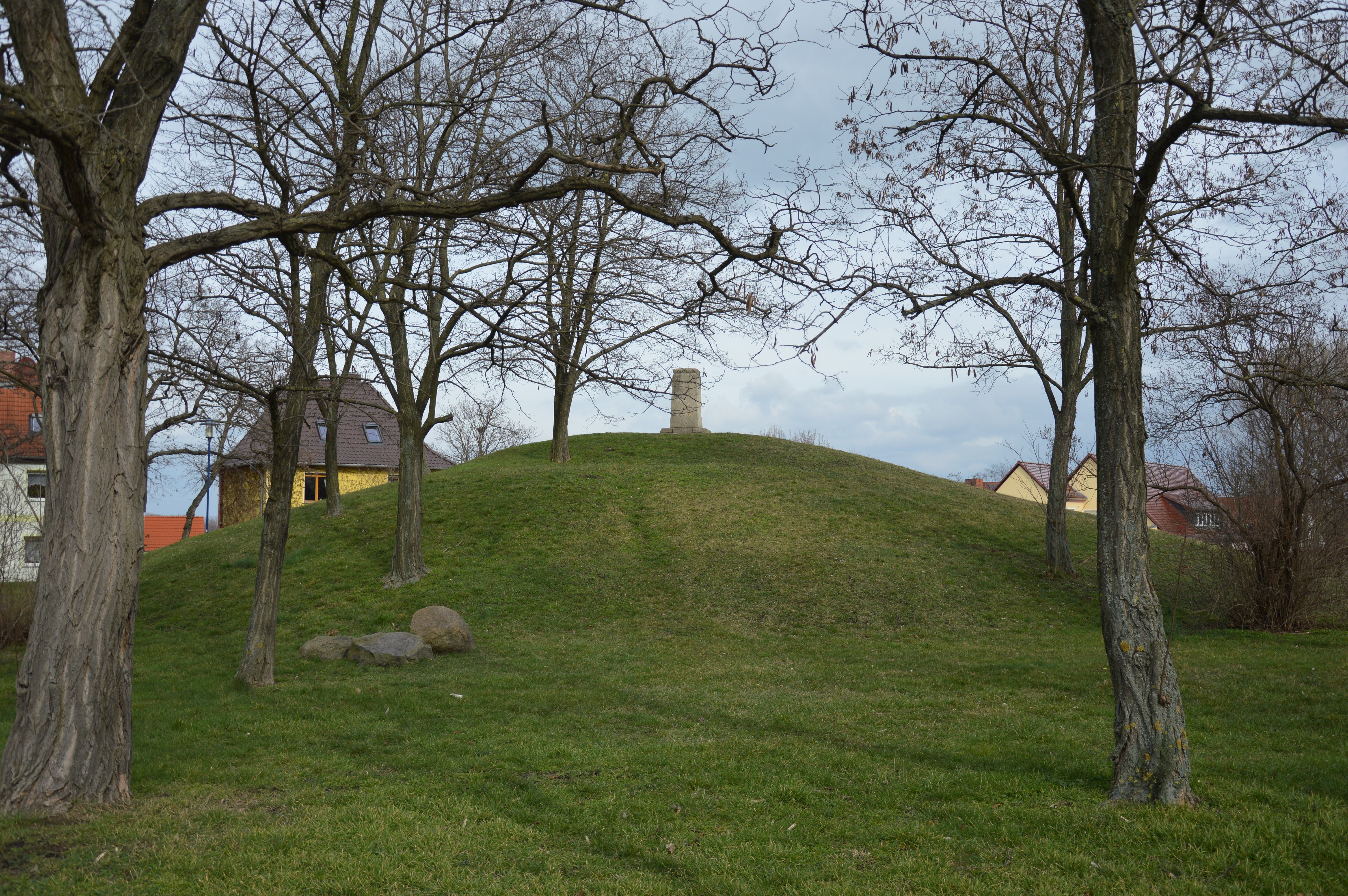
Grabhügel von Rössen, Рессен (курган), Саксонія-Ангальт, Німеччина

У 2023 році Kristiansen et al. визнав, що відсутність чоловічого походження з ямної культури в популяціях шнурової кераміки вказує на те, що вони не могли походити безпосередньо від носіїв ямної культури. 
Ці автори тепер припускають, що популяції шнурового посуду еволюціонували паралельно з популяціями Ямної культури. 
. 
Раніше Guus Kroonen et al. (2022), стверджував, що популяції шнурової кераміки могли походити від населення, пов’язаного з Ямною культурою, а не від власне популяцій Ямної культури, заявивши, що «це може підтримувати сценарій мовної спадкоємності місцевих немобільних скотарів на Нижньому Дніпрі та їх генетична стійкість після їх інтеграції в послідовний і розлогий ямний горизонт». 

Археологи Фургольт і Гайд продовжують наголошувати на відмінностях як між матеріальними культурами цих двох груп, так і всередині них, а також наголошують на проблемах надмірного спрощення цих довготривалих соціальних процесів. 

Середньодніпровська культура утворює місток між ямною культурою та культурою шнурової кераміки. 
Із середньодніпровської культури на захід і схід поширилася культура шнурової кераміки. 
Міграція на схід породила фатьянівську культуру, яка мала формуючий вплив на абашевську культуру, яка, внесла свій внесок у протоіндоіранську Синташтинську культуру. 

Широкий ареал поширення вказує на швидке поширення в передбачуваний час розповсюдження основних (за винятком анатолійських і тохарських) індоєвропейських мов. 
У ряді регіонів шнурова кераміка є провісником нової культури та фізичного типу. 
 
На більшій частині величезного континентального простору, який вона охоплювала, культура була явно інтрузивною, і тому представляє одну з вражаючих і революційних культурних змін, засвідчених археологією. 

#### Місцевий розвиток

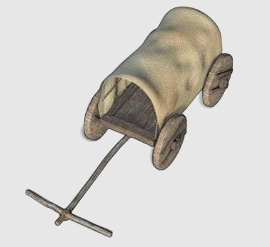
Реконструкція брички культури шнурової кераміки

На користь думки, що культура розвивалася незалежно, свідчить той факт, що культура шнурової кераміки значною мірою збігається з більш ранньою північно-центрально-європейською культурою лійчастого посуду (TRB). 
Згідно Гімбутас, культурі шнурового посуду передувала культура кулястих амфор (3400–2800 рр. до н. е.), яку вона вважала індоєвропейською культурою. 
Культура кулястих амфор простягалася від Центральної Європи до Балтійського моря і походить з культури лійчастого посуду. 

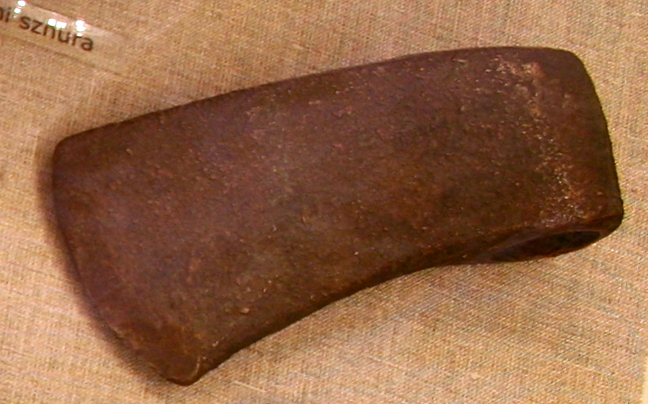
Мідна сокира, Польща

Згідно з суперечливим радіовуглецевим датуванням, керамічний посуд культури шнурової кераміки в поодиноких могилах з’явився раніше на території сучасної Польщі, ніж на заході та півдні Центральної Європи. 

Найдавніше радіовуглецеве датування для шнурового посуду справді походять із Куявії та Малопольщі та вказують на період приблизно 3000 р. до н. е..

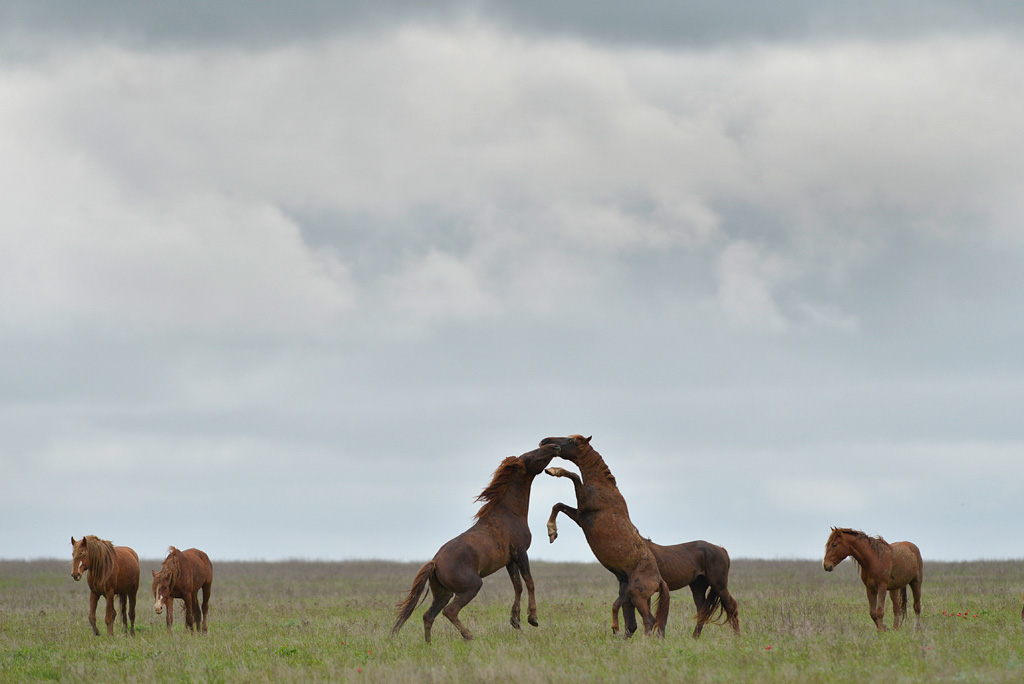
Коні культури шнурової кераміки були одомашнені в Понтійсько-Каспійському степу

Однак подальше дослідження поставило під сумнів цю думку, натомість вказавши, що широкі варіації в датуванні шнурового посуду, особливо датування початку культури, базуються на окремих видатних могилах, не дуже узгоджуються з іншими археологічними даними та суперечать плато на радіовуглецевій калібрувальній кривій; 
в одному випадку, коли датування можна уточнити за допомогою дендрохронології, у Швейцарії шнуровий посуд знайдено лише у короткий період 2750 — 2400 р. до н.е. 
  
Крім того, оскільки короткий період у Швейцарії, ймовірно, представляє приклади артефактів з усіх основних підперіодів культури шнурового посуду в інших місцях, деякі дослідники приходять до висновку, що культура шнурової кераміки з’явилася більш-менш одночасно по всій Північній Центральній Європі приблизно на початку  XXIX століття до н.е. (близько 2900 р. до н.е.), у низці «центрів», які згодом сформували власні локальні мережі. 
:297
Датування вуглецем-14 решти центральноєвропейських регіонів показує, що культура шнурової кераміки з’явилася після 2880 р. до н. е. 

Згідно з цією теорією, вона поширилася до Люнебурзького пустища, а потім далі до Північноєвропейської рівнини, Рейнської області, Швейцарії, Скандинавії, Балтійського регіону та Росії до Москви, де культура зустрілася зі скотарями, які були, ймовірно, корінними мешканцями степу. 

### Підгрупи

#### Середньодніпровська культура
Середньодніпровська культура є формуючим раннім проявом культури шнурової кераміки. 
 
Вона має дуже мізерні залишки, але займає найпростіший шлях до Центральної та Північної Європи зі степу.

#### Фатьяново-баланівська культура
Дивіться також: Індоарійські міграції

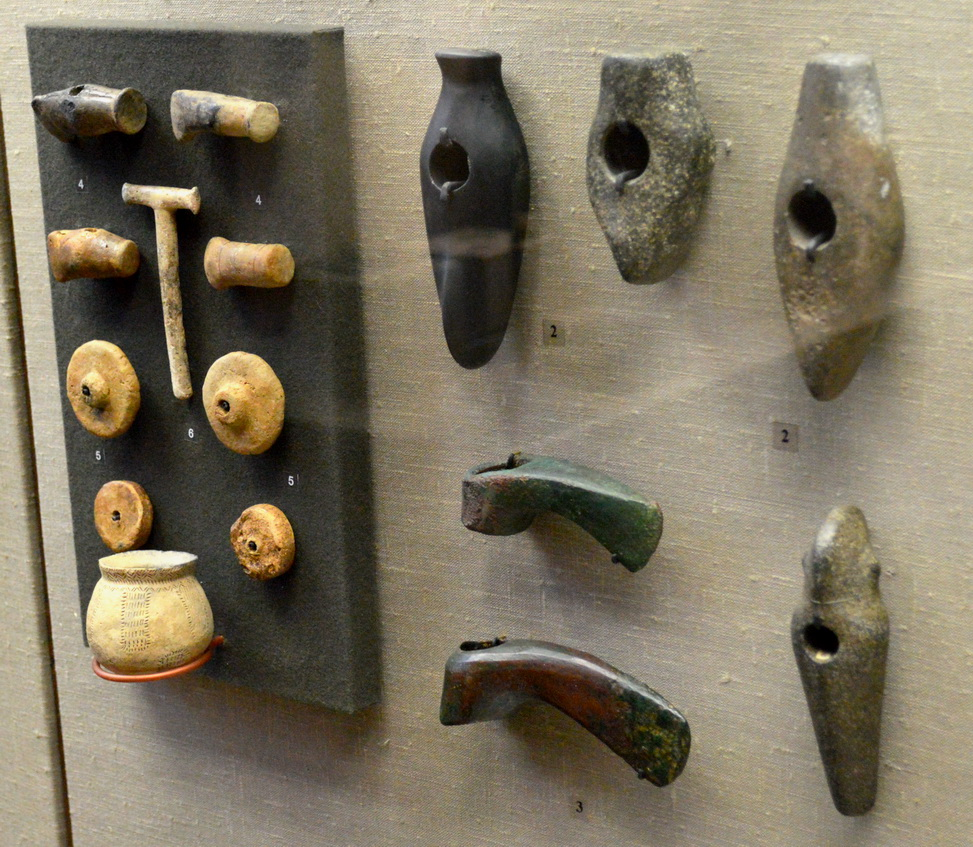
Фатьяново-Балановські артефакти, що містять бронзові сокири

Середньодніпровська культура та східнобалтійська культура шнурової кераміки дали початок фатьяново-баланівській культурі у верхів'ях Волги 
, 
яка, своєю чергою, внесла свій внесок в абашевську культуру, попередницю протоіндоіранської Синташтської культури.
Фатьяново-Балановська культура, ймовірно, була культурою з індоєвропейським суперстратом над уральським субстратом, і могла пояснити деякі мовні запозичення, визначені в індоуральській тезі. 
Однак, згідно з Гаккіненом, урало-індоєвропейські контакти починаються лише в період шнурової кераміки, а уральська експансія на Верхню Волгу датується ним пізніше. 
Гаккінен приймає фатьяново-балановську культуру як ранню індоєвропейську культуру, але стверджує, що її субстрат (ототожнюваний з волосівською культурою) не був ні уральським, ні індоєвропейським. 

#### Schnurkeramikkultur
Прототип культури шнурового посуду, німецька Schnurkeramikkultur, поширена в Центральній Європі, головним чином у Німеччині та Польщі, і належить до характерної епохи кераміки: кручений шнур вдавлювали у вологу глину для створення різноманітних декоративних візерунків і мотивів. Відомий здебільшого з поховань, причому представники обох статей отримали характерну кераміку, декоровану шнуром. Шнури був чи з льону, чи з коноплі.

#### Культура поодиноких поховань

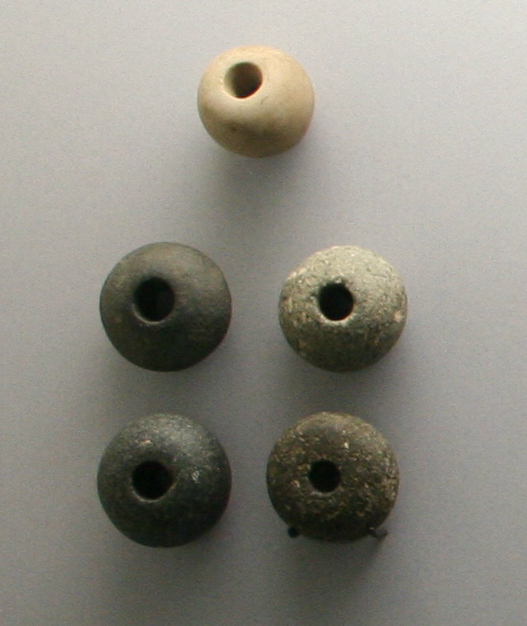
Кам'яні булави

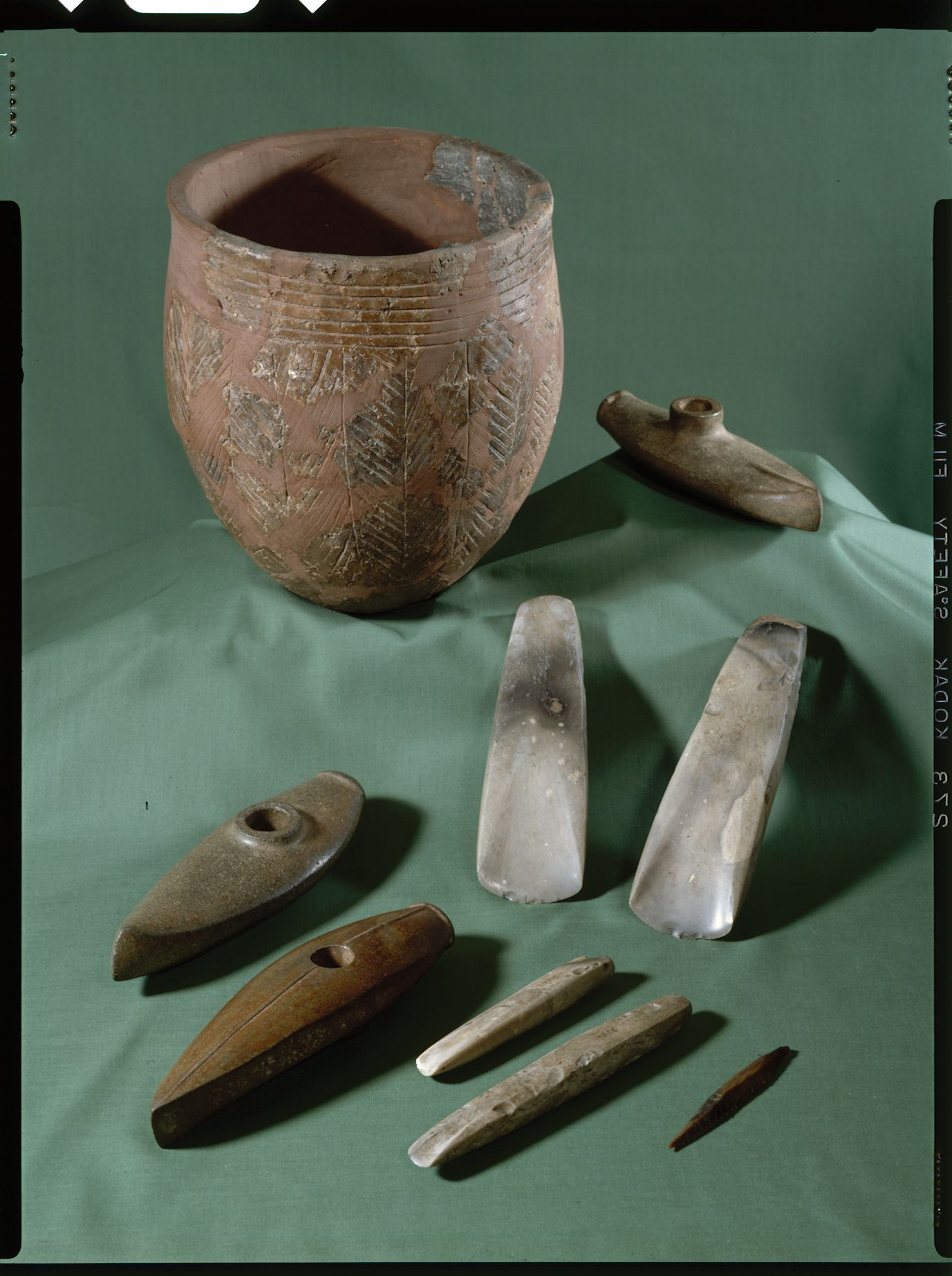
Артефакти в одній могилі, Національний музей Данії

Термін «поодиноке поховання» належать до низки спільнот пізнього неоліту III тисячоліття до н. е., що жили в південній Скандинавії, Північній Німеччині та Нідерландах, які поділяють практику поодинокого поховання, при якому покійного зазвичай супроводжують бойова сокира, бурштинові намистини, та гончарні посудини. 

Термін «культура поодиноких поховань» вперше ввів данський археолог Андреас Петер Мадсен наприкінці 1800-х років. 
Він виявив, що поодинокі поховання сильно відрізняються від уже відомих дольменів, довгих курганів і прохідних могил. 

У 1898 році археолог Софус Мюллер вперше представив міграційну гіпотезу, яка стверджувала, що раніше відомі дольмени, довгі кургани, проходні могили та нещодавно виявлені поодинокі поховання можуть представляти дві абсолютно різні групи людей, наголосивши, що «поодинокі поховання є слідами нових, з півдня мігруючі племена». 

Культурний акцент на обладнанні для пиття, який уже був характерний для ранньої місцевої культури лійчастого  посуду, синтезований із нещодавно прибулими традиціями шнурового посуду. 
Особливо на заході (Скандинавія та північна Німеччина) посудини для пиття мають виступаючу ніжку, що визначає культуру посуду із виступаючою ніжкою (PFB) як підмножину культури поодиноких поховань. 

Ймовірно, що культура дзвоноподібних келихів походить від цієї специфічної гілки культури шнурового посуду.

#### Скандинавська культура бойових сокир

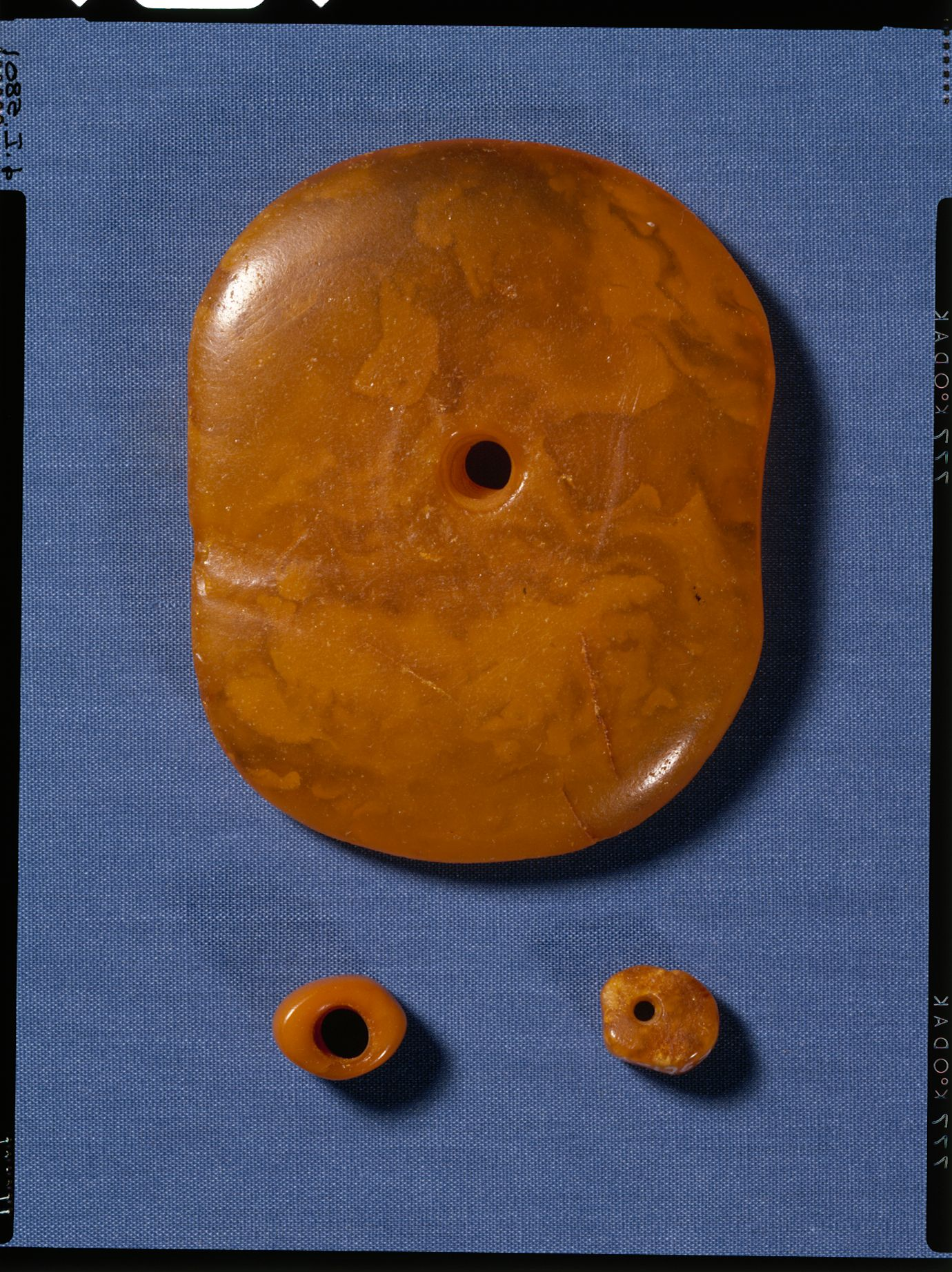
Бурштиновий диск і намистини з Данії

Дансько-шведсько-норвезька культура бойових сокир або культура човноподібних сокир виникла прибл. 2800 р. до н.е. і відомий із приблизно 3000 могил від Сконе до Уппланда та Тренделагу. 
«Бойові сокири» були насамперед статусним об’єктом. 
У традиціях кам’яного ремесла існує сильна спадкоємність і дуже мало доказів будь-якого типу повномасштабної міграції, найменше насильницької. Старі способи були припинені, оскільки відповідні культури на континенті змінилися, і фермери, що жили в Скандинавії, брали участь у деяких із цих змін, оскільки вони належали до однієї мережі. 
Поселення на невеликих відокремлених садибах без будь-якого оборонного захисту також є вагомим аргументом проти того, щоб люди, які там проживають, були агресорами.

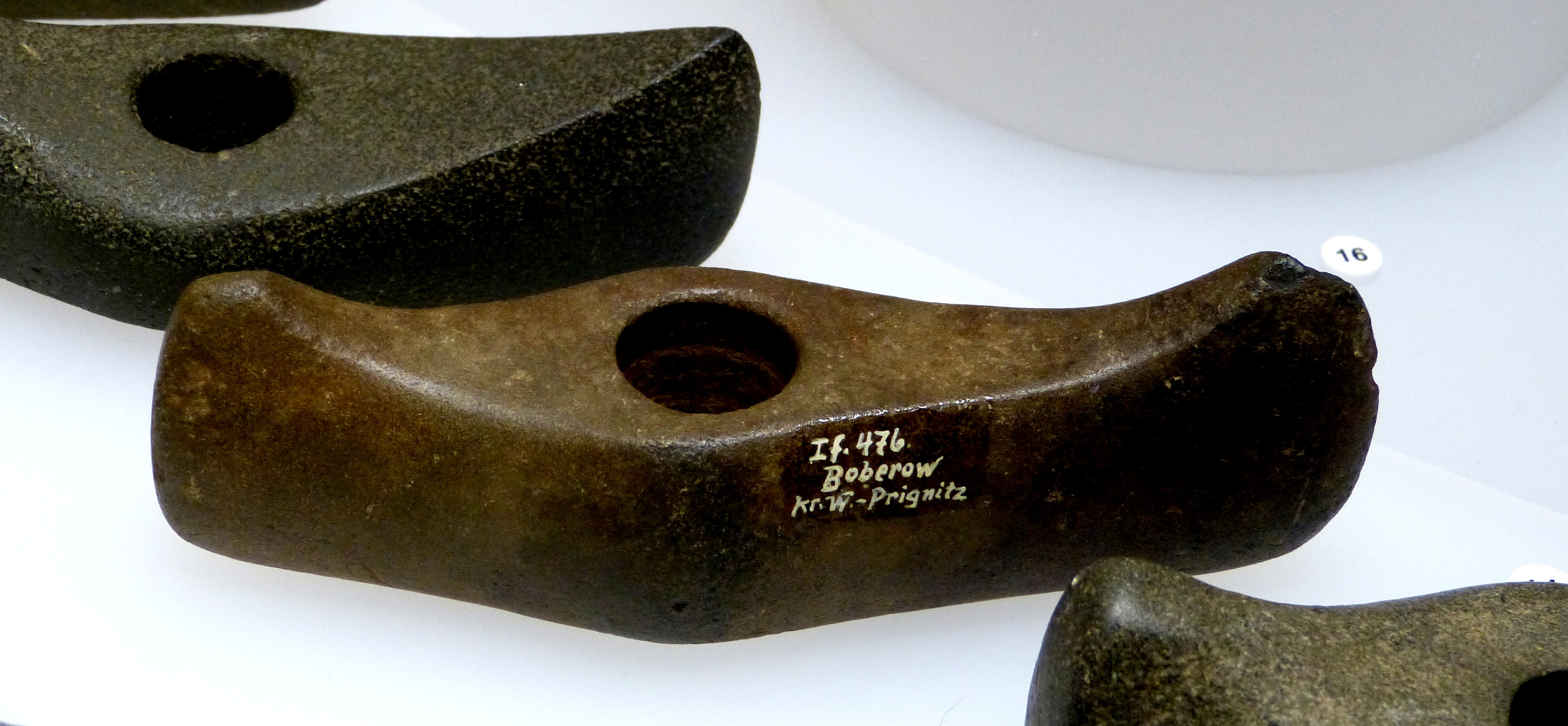
Бойова сокира у формі човна, характерна для скандинавського та приморсько-німецької культури шнурової кераміки

Близько 3000 бойових сокир були знайдені в місцях, розповсюджених по всій Скандинавії, але вони рідкісні в Норрланді та північній Норвегії. 
Відомо менше ніж 100 поселень, і їх залишки незначні, оскільки вони розташовані на постійно використовуваних сільськогосподарських угіддях і, отже, були розорані. 
Ейнар Остмо повідомляє про місця за Полярним колом на Лофотенських островах і аж до сучасного міста Тромсе.
Шведсько-норвезька культура бойових сокир ґрунтувалася на тих же методах землеробства, що й попередня культура лійчастого посуду, але поява металу змінила соціальну систему. 
Це відзначено тим фактом, що в культурі лійчастого посуду були колективні мегалітичні могили з великою кількістю жертвоприношень, а в культурі Бойових сокир є поодинокі поховання з індивідуальними жертвами.

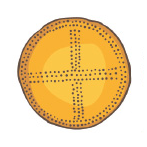
Бурштиновий сонячний диск, ілюстрація

Новий аспект культура отримала в 1993 році, коли було розкопано будинок смерті в Турінге, Седерманланд. 
Уздовж дерев’яних стін були знайдені залишки близько двадцяти глиняних посудин, шість робочих сокир і бойова сокира, які походять з останнього періоду культури. 
Там також були кремовані останки щонайменше шести людей. 
Це найдавніша знахідка кремації в Скандинавії, яка свідчить про тісні контакти з Центральною Європою.

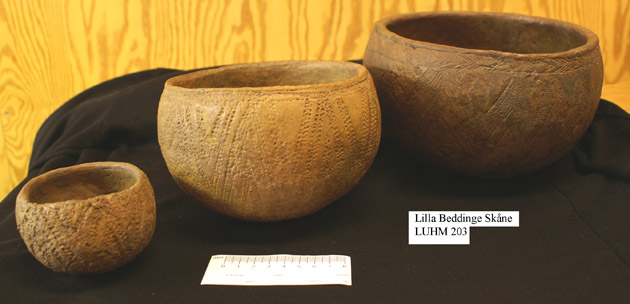
Кераміка культури бойових сокир

У контексті проникнення германців у регіон Ейнар Остмо підкреслює, що Атлантичні прибережні регіони Скандинавії та узбережжя Північного моря, а також навколобалтійські території були об’єднані потужною морською економікою, що дозволяло набагато ширше географічне поширення та тісніше культурне співтовариство, ніж могли досягти внутрішні континентальні культури. 
Він вказує на широко розповсюджену кількість наскельних малюнків, пов’язаних із цією епохою, на яких зображені «тисячі» кораблів. 
Для морських культур, подібних до цієї, море — це магістраль, а не бар'єр. 

#### Культура фінських бойової сокири
Фінська культура бойових сокир була змішаною культурою скотарів та мисливців-збирачів і однією з небагатьох у цьому горизонті, яка забезпечила багаті знахідки з поселень.

### На терені України
Варіант культури шнурової кераміки, Передкарпатська культура поширена головним чином на Прикарпатті, Поділлі й Волині, де знаходяться її 2 групи:
- верхньодністровська (визначніші пам'ятки у селах Кульчиці, Колпець, Крилос, Комарів, Рокитне, Стратин);
- подільська (Білогірка, Попівці, Климківці, Жуличі, Кутянка).

На Волині присутні:
- городоцько-здовбицька з пам'ятками біля сіл Городок і Здовбиця на Рівенщині, поширена на Західній Волині від річки Буг до річки Случ;
- стрижівська, названа від села Стрижів над Бугом, що охоплює Південну Холмщину і Західну Волинь.

Близькою до культури шнурової кераміки була середньодніпровська культура, поширена в сточищі середнього Дніпра і Десни.

## Економіка
Виявлених поселень дуже мало, що призвело до традиційного погляду на цю культуру як на виключно кочових скотарів, подібно до ямної культури та реконструйованої культури індоєвропейців, як випливає з філології.
Однак ця думка була змінена, оскільки з’явилися деякі докази осілого землеробства. 
Сліди полби, пшениці та ячменю були знайдені на місці зберігання шнурового посуду в Броночице на південному сході Польщі. 
Колісні транспортні засоби (ймовірно, запряжені волами) є свідченнями, що є продовженням епохи культури лійчастого посуду. 

Коров'яче молоко систематично використовувалося з 3400 року до н. е. в північних передгір'ях Альп. 
Через сильніший середземноморський вплив овець частіше тримали в західній частині Швейцарії. 
Зміни у забійному віці та розмірах тварин, можливо, свідчать про те, що овець утримували заради вовни в цьому регіоні. 

## Поховання

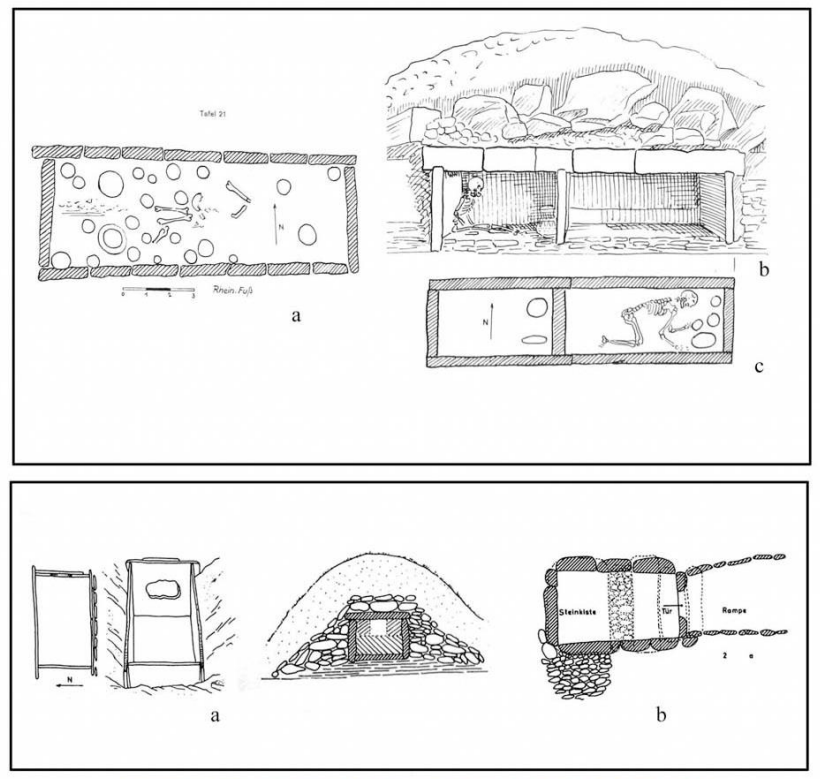
Кам'яні гробниці культури шнурової кераміки в Німеччині

Поховання відбувалося в плоских могилах або під невеликими курганами в зігнутому положенні; чоловіки лежали на правому боці, жінки — на лівому, обличчя обох були спрямовані на південь. 
Однак у Швеції та деяких частинах північної Польщі могили були орієнтовані з півночі на південь, чоловіки лежали на лівому боці, а жінки на правому боці — обидва обличчям на схід. 
Спочатку, ймовірно, була дерев’яна споруда, оскільки могили часто розташовуються в ряд. 
Це відрізняється від практики в Данії, де померлих ховали під невеликими курганами з вертикальною стратиграфією: найстаріший під землею, другий над цією могилою, а іноді навіть третє поховання над ними. 
Інші типи поховань — могили-ніші Польщі. 
До надгробків для чоловіків зазвичай входила кам'яна бойова сокира. Кераміка у формі мензурки та інших видів є найпоширенішим похоронним подарунком, загалом. 
Вони часто були прикрашені шнуром, іноді з нарізами та іншими видами відбитків. 
Серед інших могил також були вози та принесені в жертву тварини.
Приблизно сучасна культура дзвоноподібних келихів мала схожі традиції поховання, і разом вони охоплювали більшу частину Західної та Центральної Європи. 
Культура дзвоноподібних келихів виникла близько 2800 року до на. е. на Піренейському півострові, а згодом поширилася в Центральну Європу, де вона частково співіснувала з культурою шнурової кераміки.

## Галерея

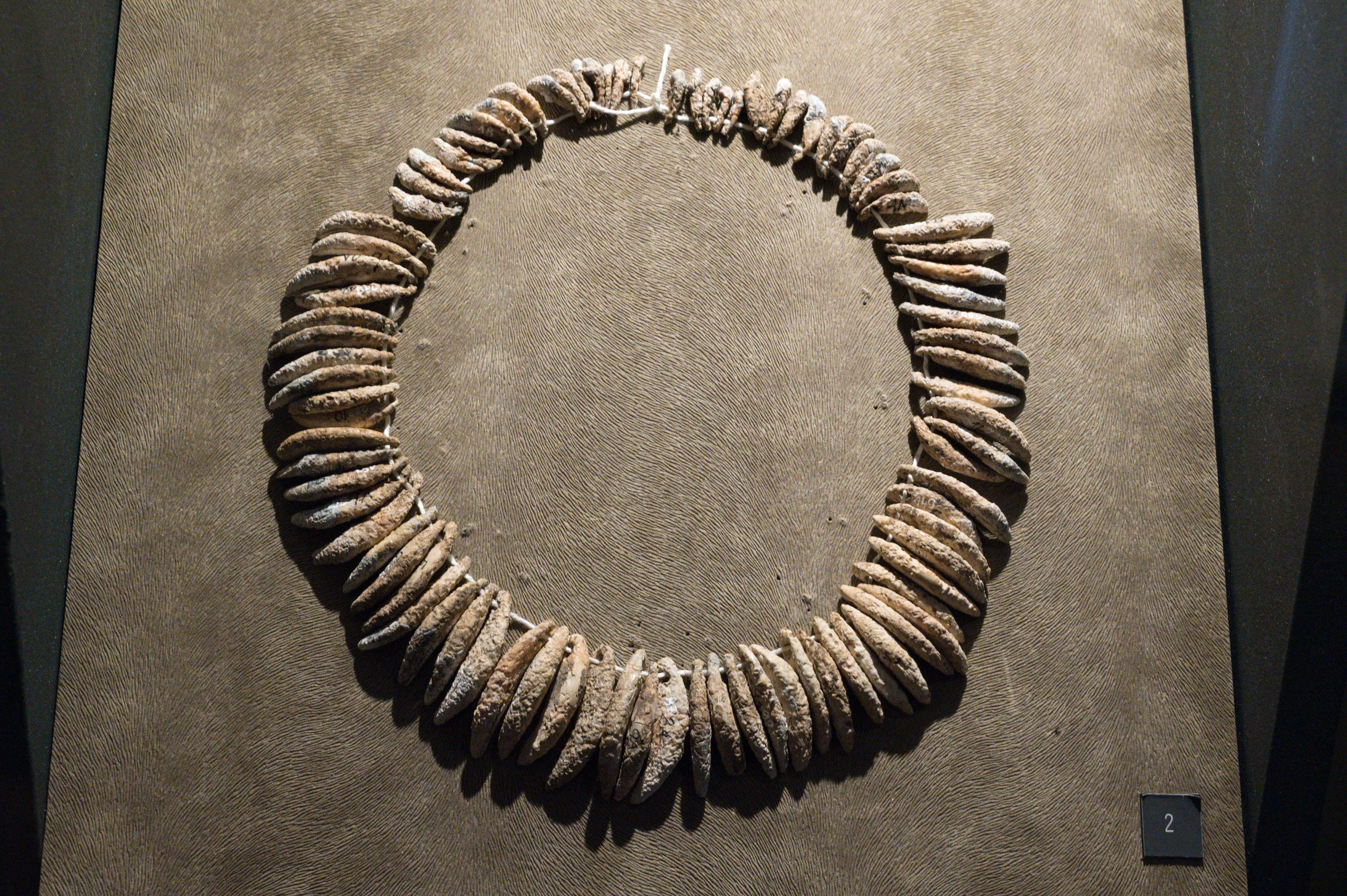
Кольє
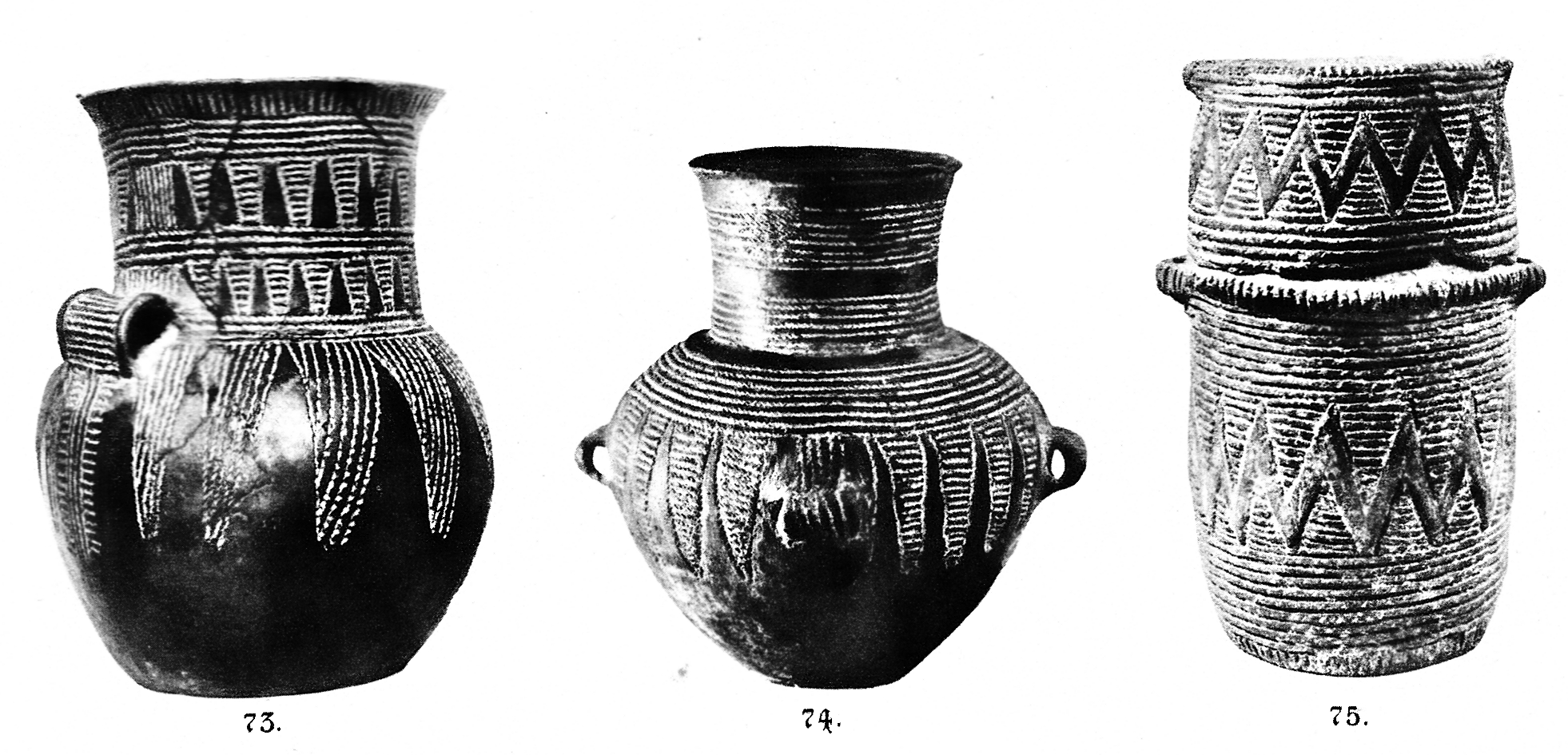
Кераміка, Німеччина
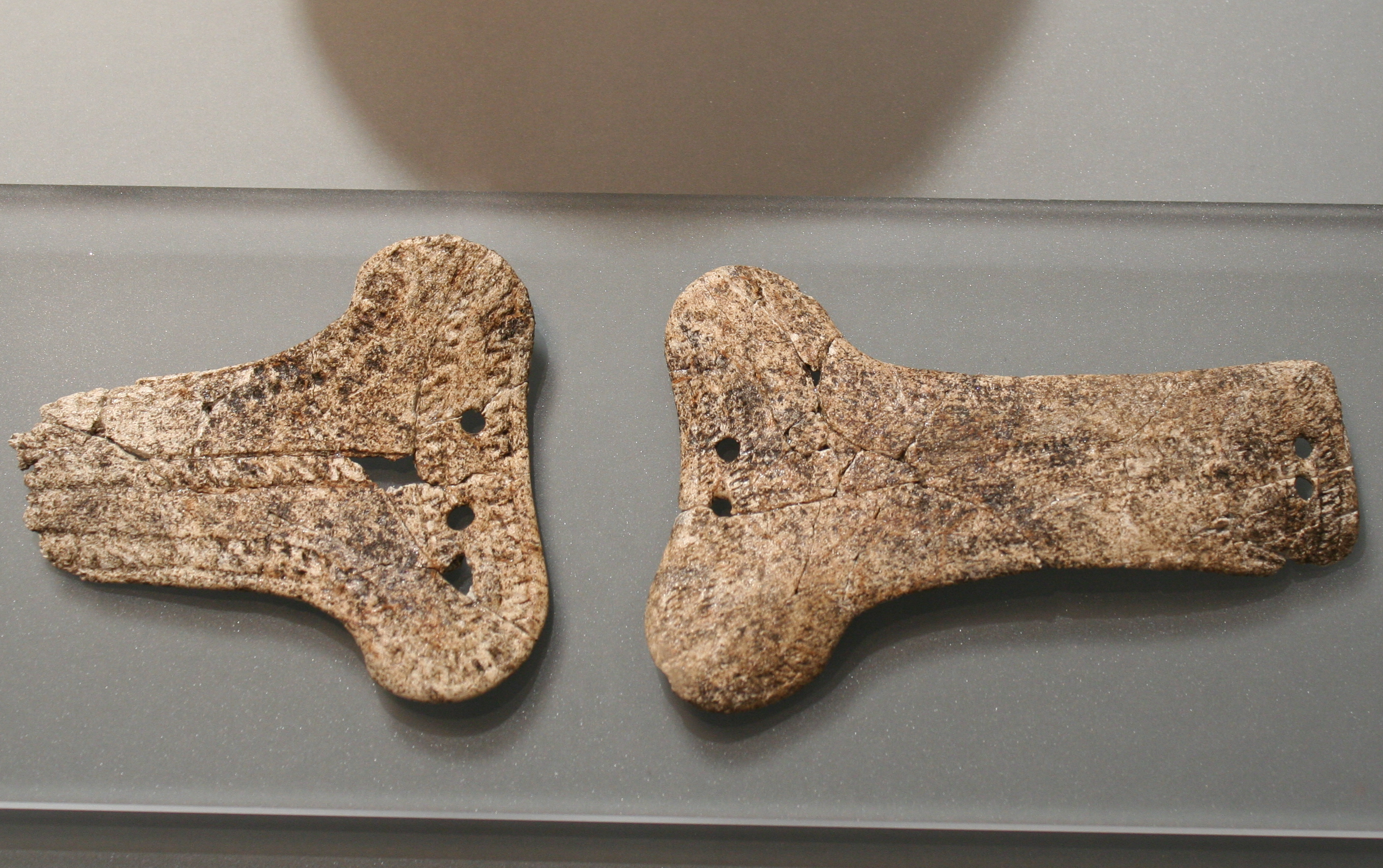
Поясні пластини з кістки
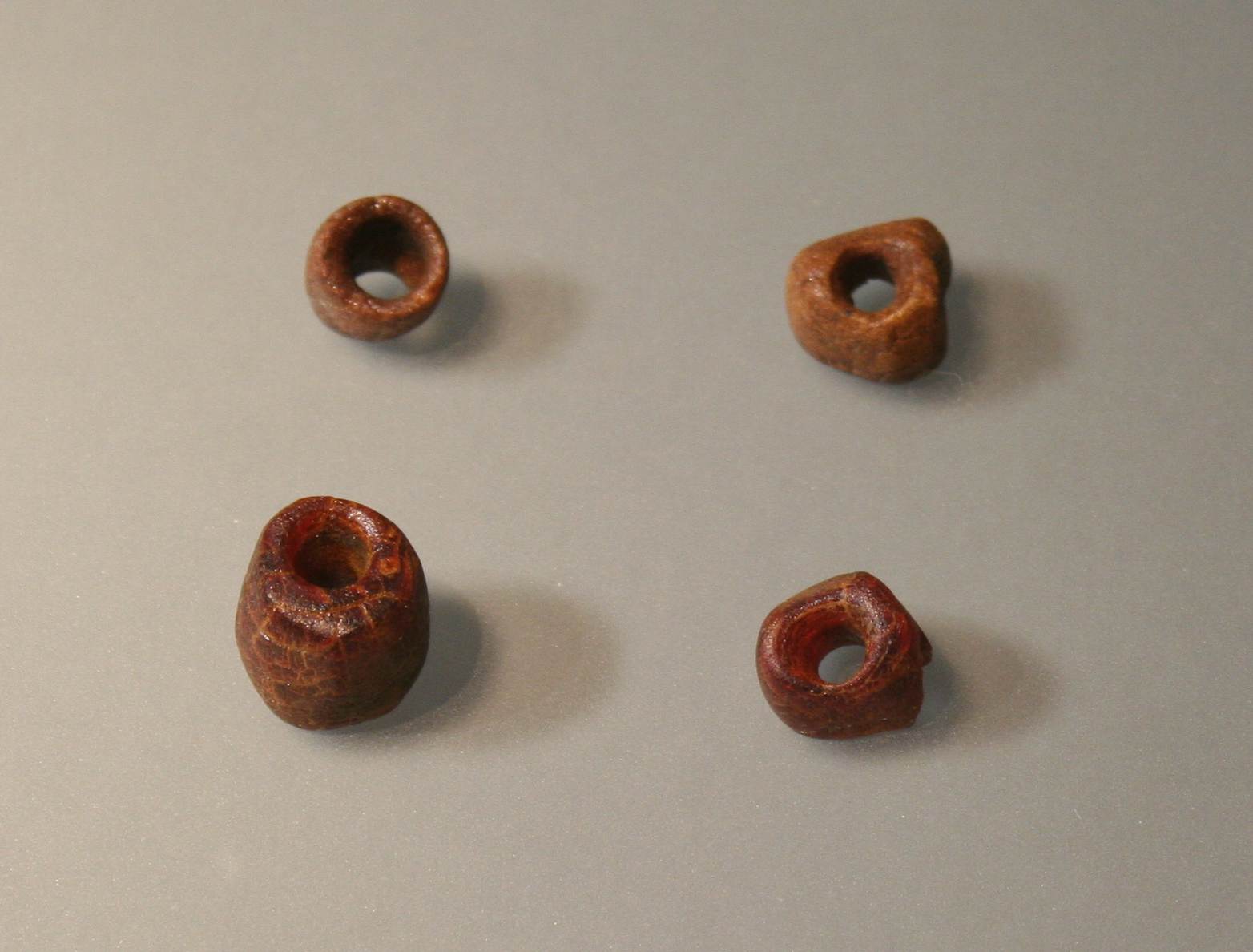
Бурштиновий бісер, Німеччина
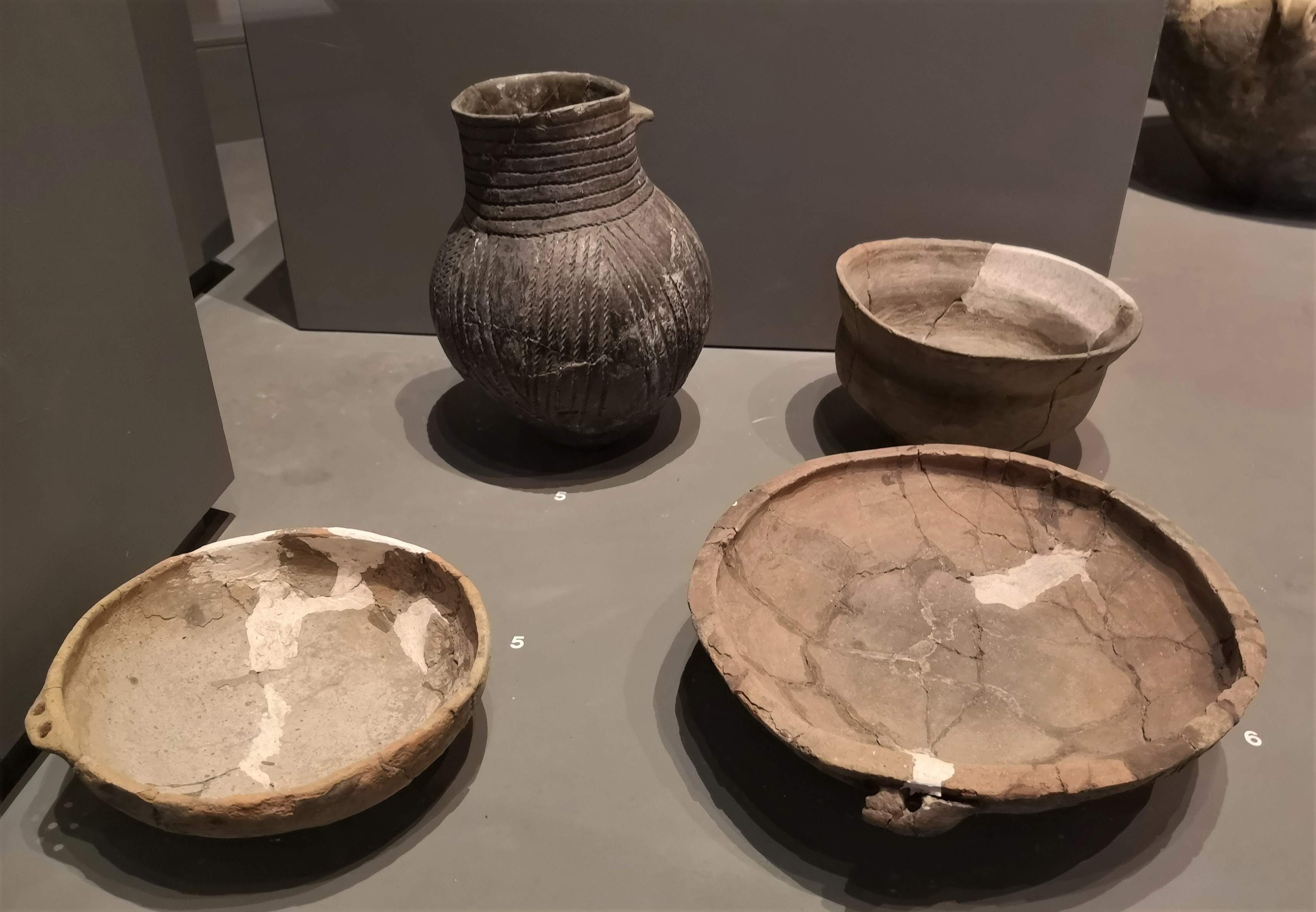
Шнуровий посуд, Чехія
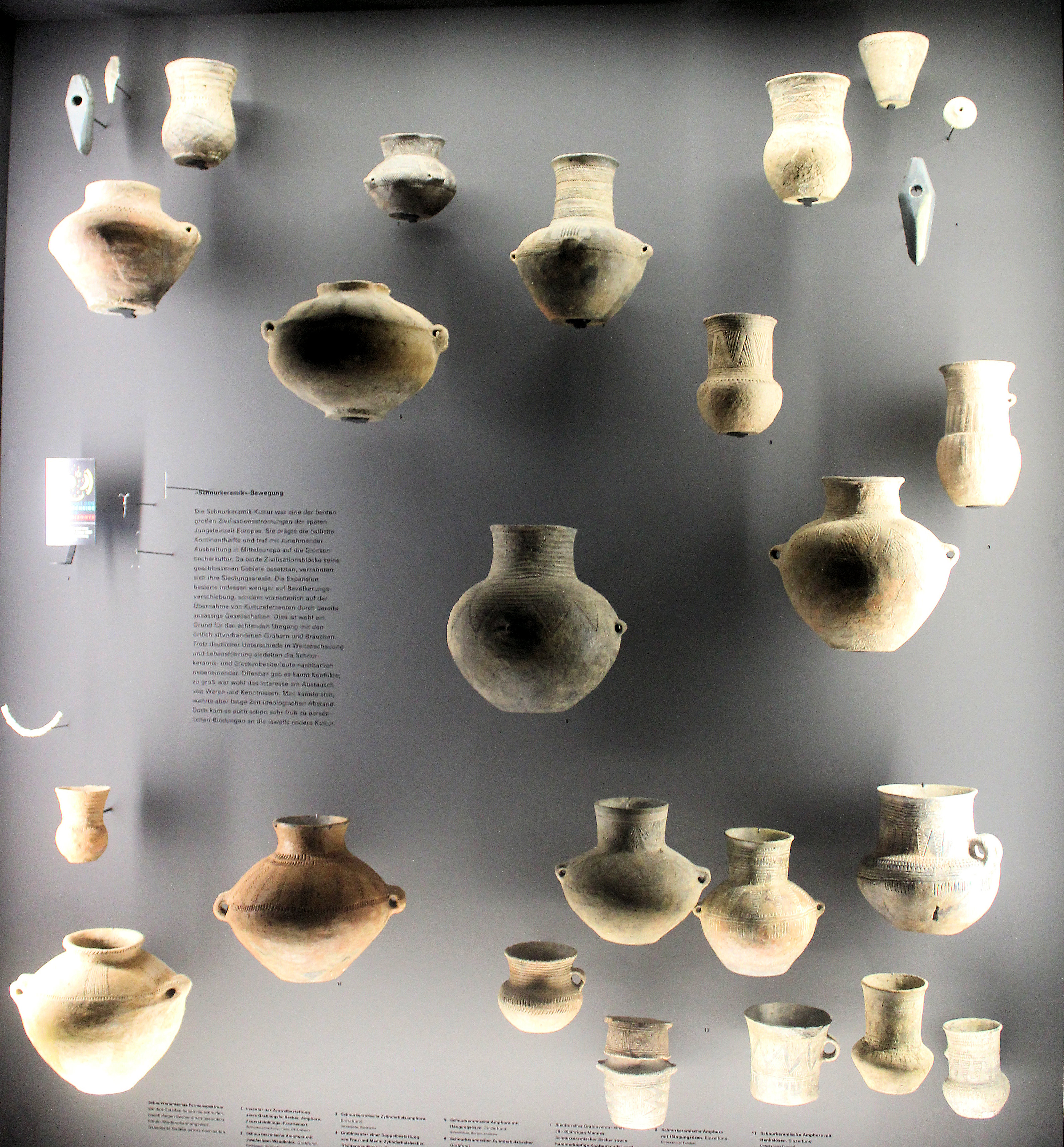
Кераміка та сокири, Німеччина
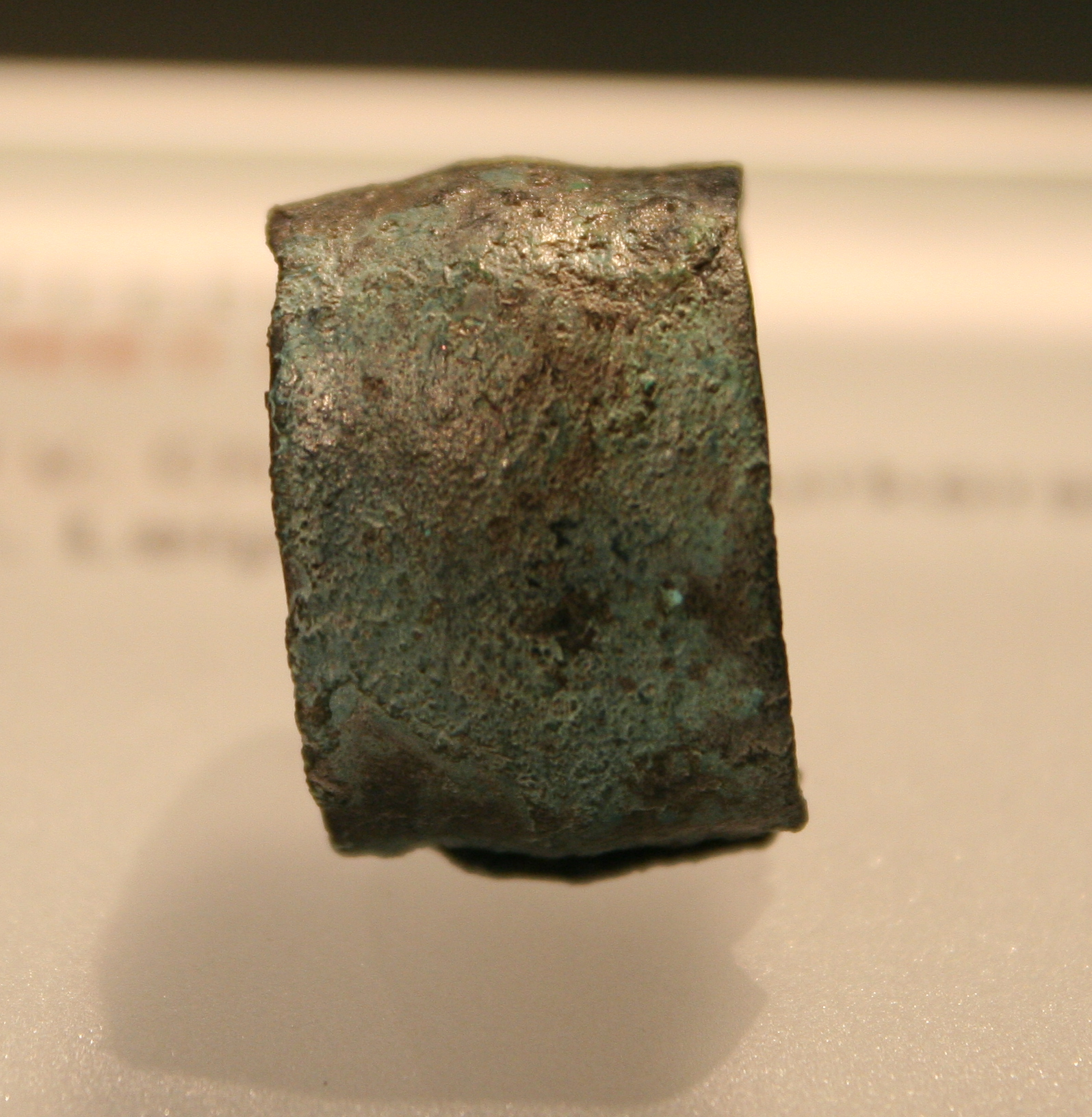
Каблучка з міді, Німеччина, c. 2750 рік до н. е.
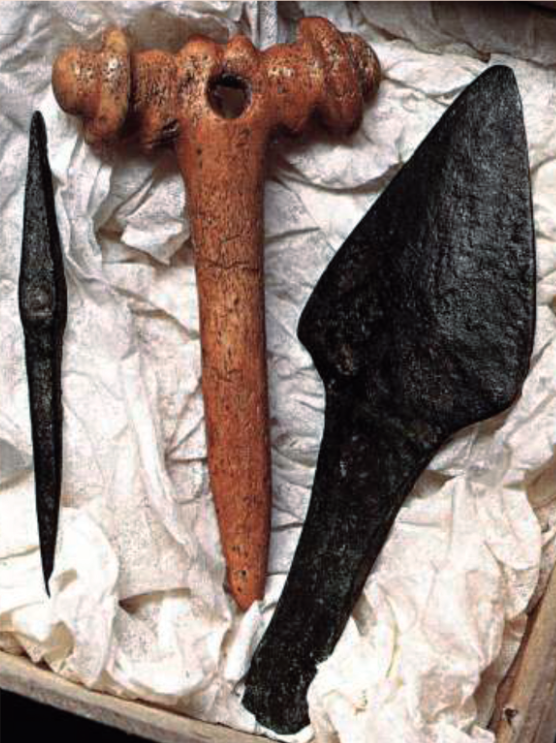
Мідний кинджал, шило та шпилька з кістки, Німеччина

## Теорії щодо мовної ідентичності

### Поширення індоєвропейських мов

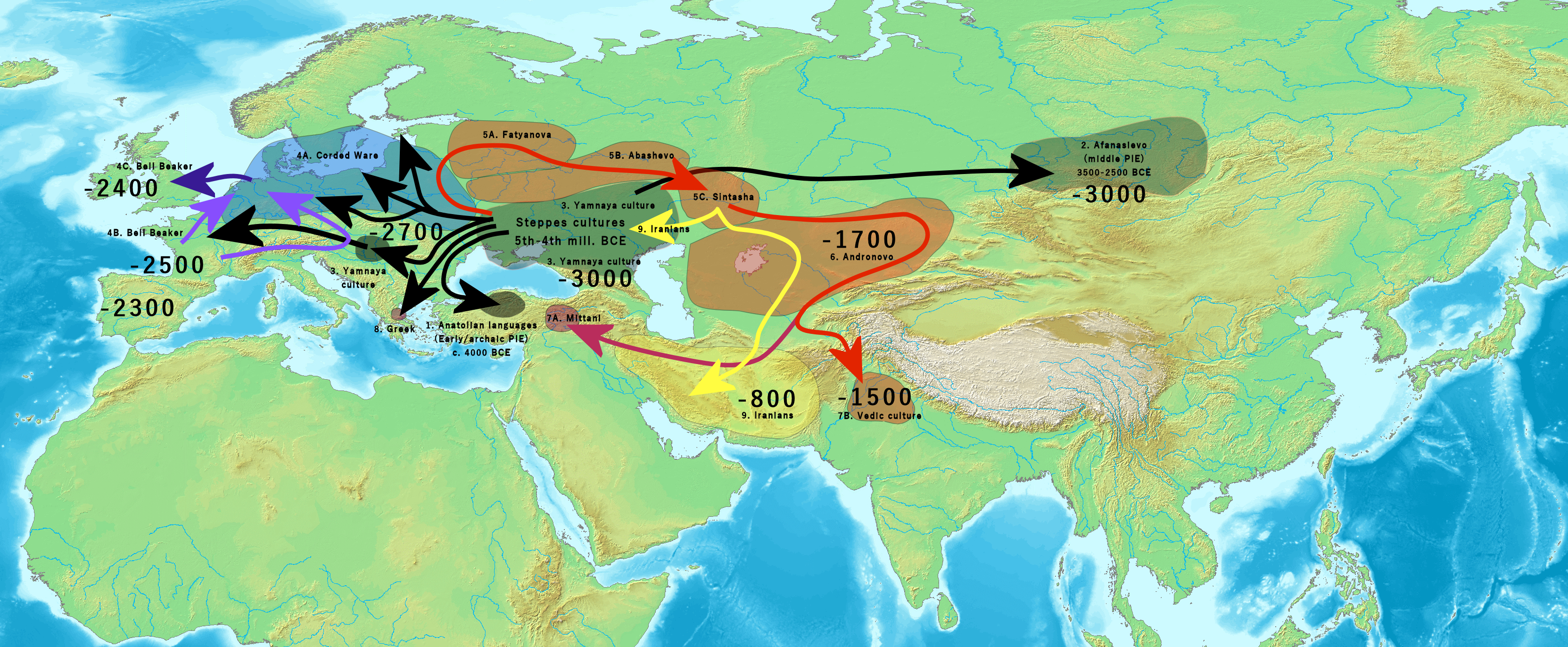
Ранні індоєвропейські міграції з Понтійсько-Каспійського степу

Культура шнурового посуду, можливо, зіграла центральну роль у поширенні індоєвропейських мов в Європі в епоху міді та бронзи. 

Часто припускали, що популяції культури шнурової кераміки (CWC) представляли геолінгвістичне ядро індоєвропейських мов після відгалуження спочатку анатолійських та тохарських мов, а згодом групу, від якої походять індоіранські, грецька, вірменська, іллірійська та/або фракійська мови; такі моделі означали, що носії CWC розмовляли мовою, яка є предком італо-кельтських, германських і балто-слов’янських мов. 

Згідно Меллорі (1999), культура шнурової кераміки могла бути «загальним доісторичним предком пізніших кельтських, германських, балтійських, слов’янських і, можливо, деяких індоєвропейських мов Італії». 

Меллорі (1999) також припускає, що мова носіїв культури шнурового посуду не могла бути єдиним джерелом для грецької, іллірійської, фракійської та східноіталійської мов, які, можливо, походять із Південно-Східної Європи. 

Меллорі (2013) припускає, що носії культури дзвоноподібних келихів була пов’язані з європейською гілкою індоєвропейських діалектів — «північно-західними індоєвропейськими», поширюючись на північ від альпійських регіонів і була предком не лише кельтських, але й італійських, германських та балто-слов'янських мов. 

Згідно з Ентоні (2007), носії культури шнурової кераміки могли принести германські, балтійські та слов’янські мови в Північну Європу. 

Згідно з Антонієм, догерманські діалекти могли розвинутися в Усатівській культурі на південному сході Центральної Європи між Дністром і Віслою 3100 — 2800 рр. до н. е. і поширилися разом із популяціями культури шнурового посуду. 

У 3100 — 2800/2600 рр. до н.е. відбулася справжня народна міграція протоіндоєвропейських носіїв ямної культури в долину Дунаю, 

яка зрештою досягла Угорщини, [49] де протокельтська і доіталійська мови могли розвинутися. 

Слов’янські та балтійські мови розвинулися на середньому Дніпрі (сучасна Україна). 

Хаак та ін. (2015) передбачають міграцію носіїв ямної культури до Німеччини. 

Аллентофт та ін. (2015) передбачають міграцію носіїв ямної культури до північно-західної Європи через Центральну Європу, а також до Прибалтики та східної периферії культури шнурового посуду через територію сучасних України, Білорусі та Росії. 

### Теоретичне пояснення: мовний зсув
Відповідно до оригінальної теорії Гімбутас, процес «індоєвропеїзації» носіїв культури шнурового посуду (а пізніше й решти Європи) був по суті культурною трансформацією, а не генетичною. 

Міграція популяцій ямної культури зі Східної до Центральної та Західної Європи розуміється Гімбутас як воєнна перемога, в результаті якої носії ямної культури нав’язали корінним групам нову адміністративну систему, мову та релігію. 

Девід Ентоні (2007) у своїй «переглянутій степовій гіпотезі» 
 
припускає, що поширення індоєвропейських мов, ймовірно, відбулося не через «ланцюгові народні міграції», а шляхом впровадження цих мов за допомогою ритуалу та політичних еліт, на які наслідували великі групи людей 
, 
процес, який він називає «вербуванням еліти». 
 
Проте, у додатковій інформації до Haak et al. (2015), Ентоні разом з Лазарідісом, Хааком, Паттерсоном і Райхом зазначає, що масова міграція людей Ямної культури до північної Європи показує, що «гіпотеза Степу не потребує домінування еліти, щоб передати індоєвропейські мови в Європу, наші результати показують, що мови могли бути введені просто завдяки чисельності: через велику міграцію, в якій брали участь обидві статі». 

Лінгвіст Гуус Кроонен зазначає, що носії індоєвропейських мов зіткнулися з існуючими в Європі популяціями, які розмовляли неспорідненими, неіндоєвропейськими мовами, коли вони мігрували далі в Європу зі степової зони ямної культури на краю Європи. 

Він зосереджується як на впливі цього контакту на індоєвропейські мови, так і на дослідженні мов, що існували раніше. 
Відносно мало відомо про доіндоєвропейський лінгвістичний ландшафт Європи, за винятком баскської мови, оскільки «індоєвропеїзація» Європи спричинила масове та майже не зафіксоване мовне вимирання, швидше за все через мовний зсув. 
 
У дослідженні Кроонена (2015) 

стверджується, що доіндоєвропейська мова містить чіткий неолітичний підпис, що походить від егейської мовної сім’ї, і, таким чином, узгоджується з доісторичною міграцією перших землеробських популяцій Європи. 
[59] : 10 
Марія Гімбутас у рамках своєї теорії вже дійшла висновку, що вторгнення носіїв культури шнурового посуду до Скандинавії сформувало синтез з корінним населенням культури лійчастого посуду, що дало початок протогерманській мові. 
 
Згідно з Едгаром Поломе, 30% неіндоєвропейського субстрату, знайденого в сучасній німецькій мові, походить від неіндоєвропейських носіїв культури лійчастого посуду, корінних жителів південної Скандинавії. 
 
Вона стверджувала , що коли носії ямної індоєвропейської мови вступили в контакт з корінними народами в III тис до н. е., вони стали домінувати над місцевим населенням, але частини корінного лексикону збереглося у формуванні протогерманської мови, таким чином надавши протогерманській мові статус «індоєвропеїзованої» мови 

## Генетичні дослідження

### Зв'язок з Ямною культурою
Haak et al. (2015) (2015) виявили, що велика частка предків культури шнурового посуду схожа на носіїв ямної культури, простеживши походження популяції культури шнурового посуду до «масової міграції» ямної або більш ранньої (до-ямної) популяції зі степів 4500 років тому. 

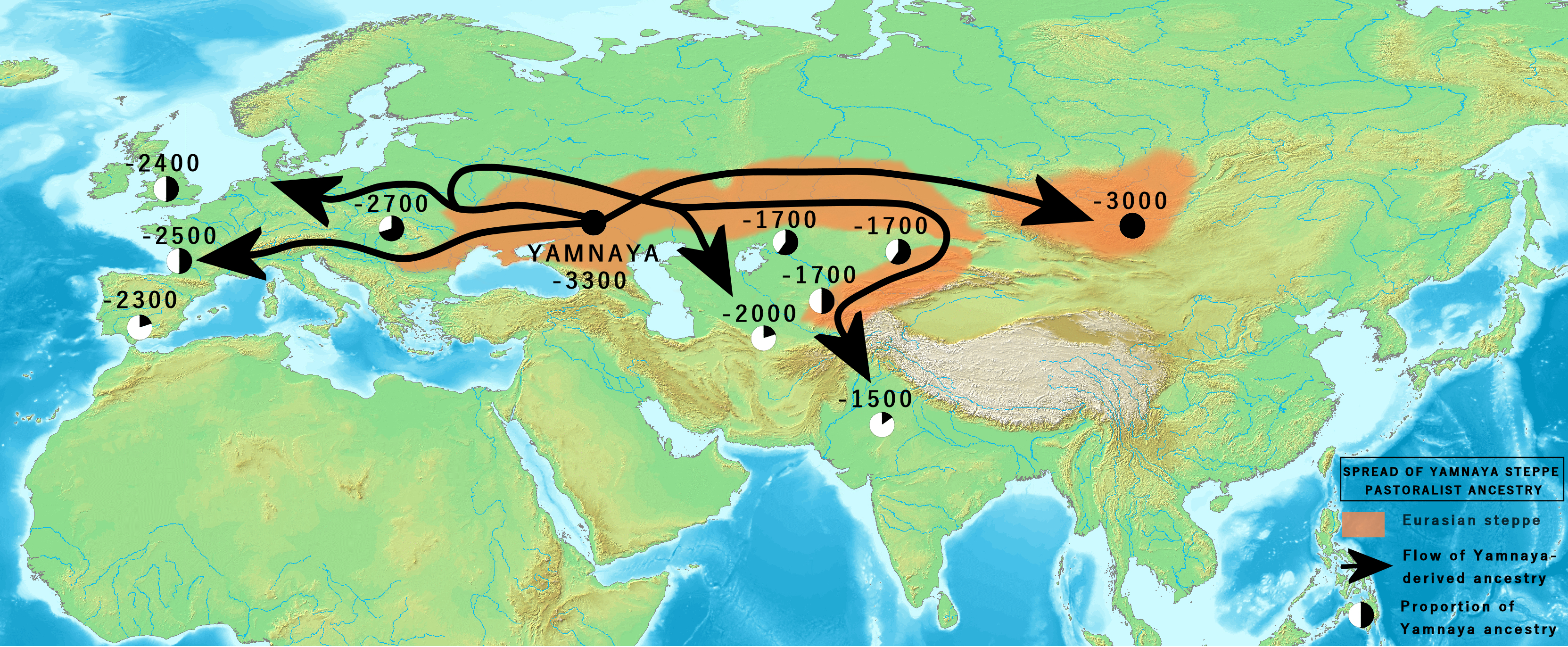
Поширення предків скотарів Ямного степу в епоху бронзи

ДНК скелетів шнурового посуду пізнього неоліту, знайдених у Німеччині, виявилася приблизно на 75% подібною до ДНК осіб ямної культури. 

Проте, Haak et al. (2015) стверджує: 

 Ми попереджаємо, що відібрані особини ямної культури з Самари можуть не бути прямими предками особин шнурового посуду з Німеччини. Цілком можливо, що більш західна популяція Ямної або більш рання (до Ямної) степова популяція могла мігрувати до Центральної Європи, і майбутня робота може виявити більше відсутніх ланок у ланцюзі передачі генів степового походження. —  — W. Haak et al., Nature (2015)
Те саме дослідження оцінило 40–54% спадковий внесок так званих «степових предків» у ДНК сучасних центральних і північних європейців і 20–32% внесок у сучасних південних європейців, за винятком жителів Сардині (7,1% або менше), і меншою мірою сицилійців (11,6% або менше). 

W. Haak et al. (2015) також виявили, що тести автосомної ДНК вказують на те, що міграція зі степів на захід була відповідальною за впровадження компонента предків, який називають «давньою північноєвразійською» домішкою до популяцій Західної Європи. 
 
«Стародавні північноєвразійці» — назва, дана в генетичній літературі компонента, який представляє походження від людей культури Мальта-Бурет

або населення, тісно пов'язаного з ними. 

Генетичний компонент «Стародавньої Північної Євразії» помітний у тестах людей Ямної культури 
, 
а також сучасних європейців, але не західних чи центральних європейців, які передували культурі шнурового посуду. 

Heyd (2017) попереджає бути обережними, роблячи занадто глибокі висновки на основі генетичної подібності між популяціями шнурового посуду і популяціями ямної культури, відзначаючи невелику кількість зразків; пізні дати могил Есперштадту, які також могли зазнати генетичної домішки носіїв культури дзвоноподібних келихів; наявність предків Ямної культури в Західній Європі до експансії долиною Дунаю; і ризики екстраполяції «результатів кількох окремих поховань на цілі етнічно інтерпретовані популяції». 

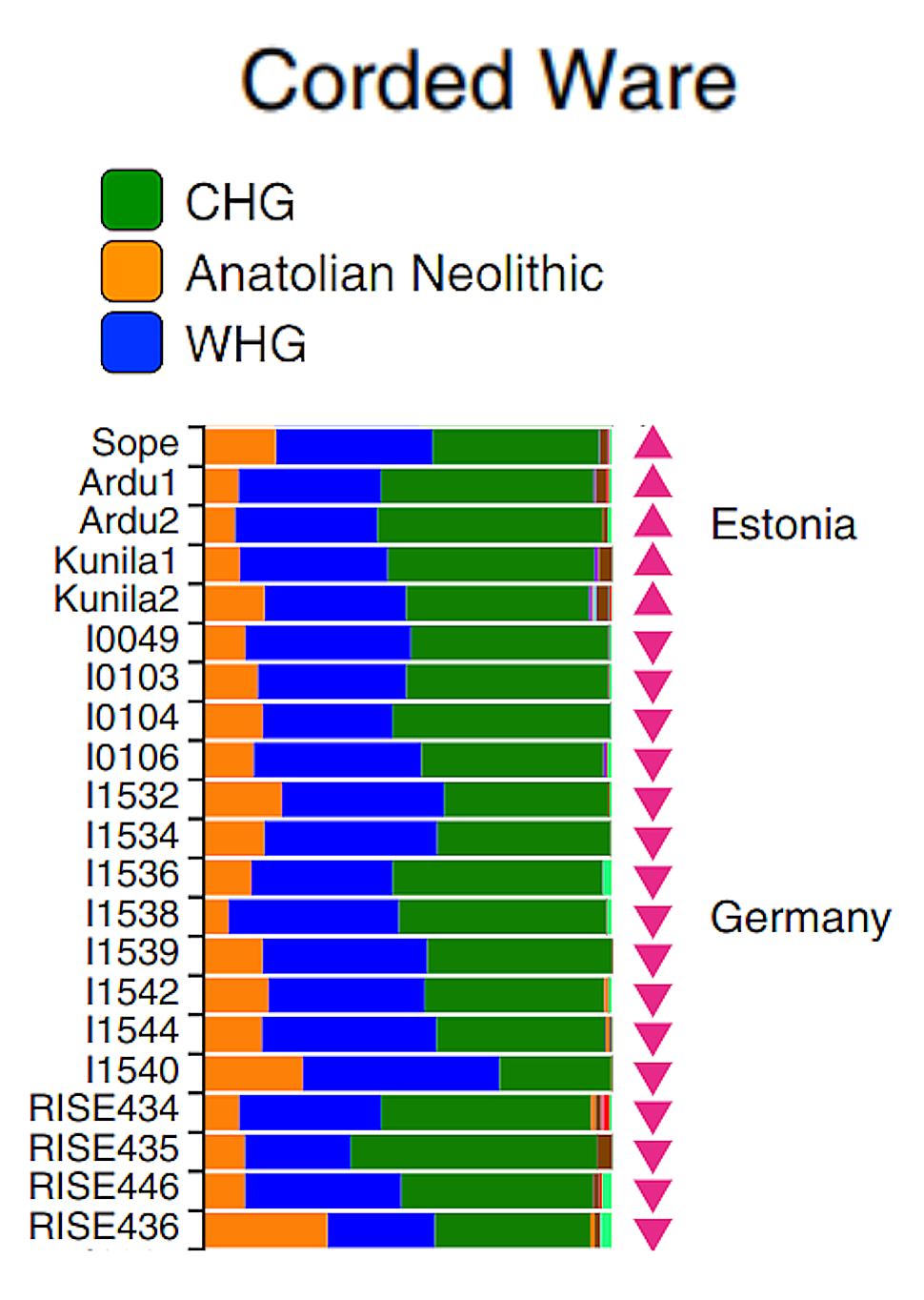
Аналіз домішок носіїв шнурового посуду виявив: поєднання Ранні європейські землероби (AN), західноєвропейські мисливці-збирачі (WHG) і кавказькі мисливці-збирачі (CHG).

Heyd підтверджує тісний зв’язок між популяціями культури шнурової кераміки і ямної культури, але також стверджує, що «ані однозначної передачі від носіїв Ямної культури до носіїв культури шнурової кераміки, ані навіть співвідношення 75:25, як стверджується (Haak et al. 2015:211) не відповідає археологічним даним». 

На початку III тисячоліття до н. е. в Північній Європі з'явилася культура шнурового посуду. 
Генетичні дослідження свідчать про те, що жінки культури дзвоноподібних келихів європейського походження неолітичних землеробів були інкорпоровані в популяції культури шнурового посуду шляхом змішування з прибулими чоловіками культури шнурового посуду від предків Ямної культури. 

Saag et al. (2017) виявили, що люди культури шнурового посуду у східній Балтії мали «степове походження з чоловічої сторони» та «деяке європейське раннє землеробське генетичне походження з жіночої сторони». 

Археогенетичне дослідження, зосереджене на особах пізнього неоліту та бронзової доби з Богемії , 
Papac et al. (2021), 
припускає, що рання культура шнурового посуду була «поліетнічним» суспільством, яке характеризувалося генетичним, культурним і мовним розмаїттям, що є наслідком метизації людей культури кулястих амфор і мігрантів Ямної культури, які мали високодиференційовані генетичні профілі, іншу матеріальну культуру та, ймовірно, розмовляли різними мовами. 
100% зразків носіїв культури богемського шнурового посуду, знайдених без степового походження, були жіночими, що вказує на те, що це генетичне різноманіття було результатом того, що чоловіки шнурового посуду одружувалися та асимілювали місцевих жінок культури кулястої амфори. 
Пізніші особини культури шнурового посуду Центральної Європи були менш диференційованими генетично. 
Це дослідження також виявило походження, подібне до латвійського середнього неоліту («Latvia_MN-like»), або українського неоліту в ранніх особинах культури шнурового посуду, що свідчить або про внесок північноєвропейського енеоліту лісостепу в ранній культурі шнурової кераміки, частково підтверджений археологією, або, альтернативно, внесок з гіпотетичної степової популяції, яка має цей родовід, що автори вважають менш імовірним. 
Це походження становило 5-15% походження носіїв культури раннього шнурового посуду, залежно від використовуваної моделі. 

### R1a і R1b
За даними Malmström et al. (2019), ані R1a, ані R1b-M269 не були виявлені серед неолітичних популяцій Центральної та Західної Європи, хоча вони були поширені серед колишніх мисливців-збирачів Східної Європи. 

Haak et al. зауважує, що їхні результати свідчать про те, що ці гаплогрупи «поширилися в Європу зі Сходу після 3000 р до н. е.». 

Більшість CWC-чоловіків мали гаплогрупу R1a-M417, решта R1b і I2a. 

Зауважте, що попри відношення до популяції культури шнурової кераміки, чоловіки ямної культури переважно несли R1b-Z2103, тоді як чоловіки культури шнурової кераміки, що несуть R1b, мали R1b-L51, що свідчить , що чоловіки культури шнурової кераміки не можуть походити безпосередньо від популяції ямної культури. 

Проте, Linderholm et al. (2020) знайшли сім чоловіків CWC, які мали R1b-M269 або R-L11, 

тоді як Allentoft et al. (2015) повідомляють про двох чоловіків CWC з R1b, 

і Furtwängler et al. (2020) 
повідомляють про трьох чоловіків CWC з R1b. 

Згідно з Sjögren et al. (2020), R1b-M269 «це головний родовід, пов’язаний із приходом степових предків у Західну Європу після 2500 р. до н. е.». 

Papac et al. (2021) стверджують, що відмінності в Y-ДНК між чоловіками ранньої CWC і ямної культури свідчать про те, що ямна культура не відігравала прямої ролі у виникненні та поширенні культури шнурового посуду. 

Вони виявили, що більшість чоловіків ранньої культури шнурової кераміки в Богемії належали до R1b-L151, тоді як лінії R1a з часом стали переважати. 
Дослідження виявило зменшення різноманітності чоловічих гаплогруп з плином часу, скорочення від п’яти різних ліній у ранній CWC до однієї домінантної лінії, R1a-M417(xZ645), у пізній CWC. 
Автори припускають, що чоловіки цієї гаплогрупи мали приблизно на 15% більше нащадків, що вижили за покоління, порівняно з іншими чоловіками, що могло бути викликано «відбором, соціальною структурою або припливом нелокальних ліній R1a-M417(xZ645). 

Вибірка включала одного предка гаплогрупи R1b-P312, яка є найпоширенішою чоловічою лінією, знайденою в представників культури дзвоноподібних келихів. 

## Відносини з пізнішими культурами
Дослідження 2015 року Allentoft et al. опубліковані в журналі Nature стверджують, що люди культури шнурового посуду генетично схожі з популяціями культури дзвоноподібних келихів, культури Унетіце та Скандинавської бронзової доби. 

Люди скандинавської бронзової доби та культури шнурового посуду демонструють найвищу толерантність до лактози серед європейців бронзової доби. 

Дослідження також виявило тісний генетичний зв’язок між популяціями культури шнурового посуду та Синташтинської культури, це свідчить що Синташтинська культура виникла в результаті експансії народів культури шнурового посуду на схід. 
Синташтанська культура, своєю чергою, тісно генетично пов'язана з андроновською культурою, яка була її наступницею.

Було виявлено багато культурних подібностей між популяціями культур Синташта/Андроново, Скандинавської бронзової доби і людьми Рігведи. 

Narasimhan et al. (2019) встановили, що популяції культур Синташтинської, Потаповської, Андронівської та Зрубної тісно пов’язані з популяціями культури шнурової кераміки. 

Було виявлено, що ці культури мають змішане походження від ямної культури та народів середнього неоліту Центральної Європи. 

Генетичні дані свідчать про те, що ці культури зрештою походять від реміграції центральноєвропейських народів зі степовими предками назад у степ. 

## Опис культур
Населення шнурової культури жило у напівземлянкових і наземних житлах стовпової конструкції. Покійників у скорченому положенні ховали у ґрунтових могилах, курганах чи в кам'яних скринях. У могилах знайдено, крім покійників, кості тварин, прикраси, кам'яні бойові топірці, крем'яне знаряддя, а також рештки страв у горщиках.
Майже для всіх культур шнурової кераміки властиві кубки з розтрубними шийками та амфори. Носії культури були осілими скотарями та хліборобами, розводили велику рогату худобу, свиней та коней. Для стжижовської культури та особливо для середньодніпровської культури характерні сильні впливи й запозичення від населення катакомбної культурно-історичної спільності.

## Дослідники культур
Культуру шнурової кераміки досліджували: Г. Оссовський, М. Біляшівський, В. Деметрикевич, Я. Пастернак, Я. Махнік, І. Артеменко, Ю. Захарук, Т. Пассек, М. Пелещишин, І. Свєшніков.

## Пояснення
1. ↑  Ґімбутас використовує термін Стара Європа для позначення корінних, доіндоєвропейських європейців під час неоліту – включно з енеолітом –, що представляє чітко безперервну культурну традицію майже 3 тисячоліть (6500 — 3500 до н. е.). Зокрема, нарвська культура, культура лійчастого посуду, культура лінійної кераміки, культура кардіальної кераміки, культура Вінча, рання елладська та мінойська культури, серед інших, є частиною її «Старої Європи»."
2. ↑  "Марія Гімбутас: «Тритисячолітні традиції були перервані двома хвилями напівкочових людей, які їздили верхи зі сходу: міста та села були зруйновані, чудова розписна кераміка зникла; святині, фрески, скульптури, символи та письмо також зникли. ... [Це очевидно в] археологічних записах не лише раптовою відсутністю чудової мальованої кераміки та статуеток і припиненням використання знаків, а й настільки ж раптовою появою колючої зброї та коней, що проникають у Дунайську долину та інші великі Луки на Балканах і в Центральній Європі; спричинили кардинальний зсув у передісторії Європи, зміну соціальної структури та моделей проживання, у мистецтві та релігії, і це було вирішальним фактором у формуванні Європи за останні 5000 років."
3. ↑  Девід Ентоні (1995): «Зміну мови можна зрозуміти найкраще як соціальну стратегію, за допомогою якої індивіди та групи змагаються за позиції престижу, влади та внутрішньої безпеки […] Отже, важливим є не просто домінування, а вертикальне соціальна мобільність і зв’язок між мовою та доступом до престижних і владних позицій […] Відносно невелике іммігрантське елітне населення може сприяти широкому переміщенню мови серед чисельно домінуючих корінних жителів у недержавному чи додержавному контексті, якщо еліта використовує певну комбінацію заохочень і покарань […] демонструють, що невеликі елітні групи успішно нав’язували свої мови в недержавних ситуаціях».
4. ↑  Вони також зазначають:
  - «Головний аргумент на користь анатолійської гіпотези (що велика зміна мови вимагає значної міграції) тепер також може бути застосований до степової гіпотези».[51]
  - «Наші результати вирівнюють ігрове поле між двома провідними гіпотезами [степовою гіпотезою та анатолійською гіпотезою] індоєвропейського походження, оскільки тепер ми знаємо, що як ранній неоліт, так і пізній неоліт були пов’язані з великими міграціями»."[51]
5. ↑  R1b:
* Malmström, 2019: «Особи з Понтійсько-Каспійського степу, пов’язані з Ямною культурою, несуть переважно гаплотипи R1b, а не R1a».
Linderholm, 2020: «Лінія гаплогрупи Y-хромосоми R1b-M269 або R-L11 характерна для особин ямної культури та дзвоноподібних келихів, і вони були особливо широко поширені по всій Євразії в бронзову добу та пізніше. Цікаво, що гаплогрупа рідко зустрічається серед інших опублікованих особин культури шнурової кераміки з Європи (Німеччина, Польща, Богемія, Естонія, Литва) і пов’язана з пізнішими спільнотами культура дзвоноподібних келихів».
Sjögren, (2020): «Усі чоловічі поховання культури дзвоноподібних келихів з достатніми даними на наших двох кладовищах належать до однієї лінії Y-хромосоми, R1b-M269, яка є основною лінією, пов’язаною з приходом степових предків у Західну Європу після 2500 року до н. е.. У попередніх і частково сучасних популяціях шнурового посуду в Центральній Європі, домінує інша Y-гаплогрупа, R1a, хоча R1b також зустрічається, хоча й у невеликій кількості».
6. ↑  «Популяції європейських культур пізнього неоліту та бронзової доби, такі як популяції культур шнурової кераміки, дзвоноподібних келихів, Унетіце, і скандинавські культури генетично дуже подібні одна до одної...»[7]
7. ↑  «Серед європейців бронзової доби найвищу частоту толерантності було виявлено серед популяцій культури шнурової кераміки та тісно пов’язаних з нею скандинавських культурах бронзової доби».[7]
8. ↑  «Тісна спорідненість, яку ми спостерігаємо між народами шнурової кераміки та синташтинської культури, свідчить про подібні генетичні джерела обох... Хоча ми не можемо офіційно перевірити, чи популяція синташтинської культури походить безпосередньо від міграції на схід народів шнурової кераміки, чи вони мають спільних предків від більш раннього степового населення, присутність європейського походження неолітичних землеробів як у народів шнурової кераміки, так і в популяції синташтинської культури, у поєднанні з відсутністю неолітичних предків землеробів у популяції ранішої Ямної культури, припускає, що перше є більш імовірним... Андроновська культура, яка виникла в Центральній Азії в пізню бронзову добу генетично тісно пов'язана з народами синташтинської культури і чітко відрізняється від популяцій Ямної та Афанасьєвської культур, тому популяція Андронівської культури є часовим та географічним розширенням генофонду синташтинської культури... Загадкова популяція синташтинської культури біля Уралу має генетичну схожість із популяцією культури шнурової кераміки і, отже, ймовірно, була міграцією на схід до Азії, коли ця культура поширювалася на Алтай, вона еволюціонувала в Андронівську культуру...[7]
9. ↑  «Існує багато схожості між ритуалами Синташтта/Андровоно та ритуалами, описаними в Рігведі, і така схожість поширюється навіть на скандинавську бронзову добу».[7]
10. ↑  «Ми винайшли популяції Синташтинської культури, які були схожі на популяції Зрубної, Потапівської та Андронівської, оскільки були добре змодельовані як суміш генофонду пов’язаного із популяціями Ямної культури та анатолійського неоліту (пов’язаних із європейськими землеробами) предків».[10]
11. ↑  «Генетичний аналіз показує, що особини в нашому дослідженні, класифіковані як такі, що належать до андроновського комплексу, генетично подібні до основних кластерів Потапівської, Синташтинської та Зрубної культур в тому, що вони добре моделюються як суміш пов’язаних із популяціями Ямної культури та ранньоєвропейськими чи анатолійськими землеробами».[10]

1. ↑  Kristiansen et al. (2017): «Ми змогли реконструювати соціальні процеси культурної інтеграції та гібридизації, які виникли після (імовірних) неолітичних жінок, які виходили заміж у поселення Ямної культури, де переважали чоловіки першого покоління мігрантів».
2. ↑  Klejn 2017: «Ще більш примітною є варіація в розподілі типів Y-хромосоми. У популяції Ямної культури R1b не є просто одним випадком (є близько семи відомих випадків), тоді як у популяції шнурового посуду інша група хромосом R1b знайдено, а R1a є домінуючим (декілька випадків), таким чином, постулат безперервної спадкоємності не знаходить підтримки!»[21]

## Sources
- Allentoft, ME (11 червня 2015). Population genomics of Bronze Age Eurasia. Nature. Nature Research. 522 (7555): 167—172. Bibcode:2015Natur.522..167A. doi:10.1038/nature14507. PMID 26062507. S2CID 4399103. Процитовано 7 січня 2020.
- Anthony, David W. (2007). The Horse, the Wheel, and Language: How Bronze-Age riders from the Eurasian steppes shaped the modern world. Princeton University Press.
- Furtwängler, Anja (2020), Ancient genomes reveal social and genetic structure of Late Neolithic Switzerland, Nature Communications, 11 (1): 1915, Bibcode:2020NatCo..11.1915F, doi:10.1038/s41467-020-15560-x, PMC 7171184, PMID 32313080, S2CID 215819621
- Gimbutas, Marija (1997). Dexter, Miriam Robbins; Jones-Bley, Karlene (ред.). The Kurgan culture and the Indo-Europeanization of Europe: Selected articles from 1952 to 1993. Washington, DC: Institute for the Study of Man. ISBN 9780941694568.
- Haak, Wolfgang (25 листопада 2008). Klein, Richard G. (ред.). Ancient DNA, Strontium isotopes, and osteological analyses shed light on social and kinship organization of the Later Stone Age. Proceedings of the National Academy of Sciences of the United States of America. National Academy of Sciences. 105 (47): 18226—18231. Bibcode:2008PNAS..10518226H. doi:10.1073/pnas.0807592105. ISSN 1091-6490. PMC 2587582. PMID 19015520.
- Haak, Wolfgang та ін. (11 червня 2015). Massive migration from the steppe was a source for Indo-European languages in Europe. Nature. Nature Research. 522 (7555): 207—211. arXiv:1502.02783. Bibcode:2015Natur.522..207H. doi:10.1038/nature14317. PMC 5048219. PMID 25731166.
- Heyd, Volker (2017). Kossinna's smile (PDF). Antiquity. 91 (356): 348—359. doi:10.15184/aqy.2017.21. hdl:10138/255652. S2CID 164376362.
- Iversen, Rune; Kroonen, Guus (2017). Talking Neolithic: Linguistic and Archaeological Perspectives on how Indo-European was Implemented in Southern Scandinavia (PDF). American Journal of Archaeology. 121 (4): 511—525. doi:10.3764/aja.121.4.0511. S2CID 4811514.
- Kristiansen, Kristian; Allentoft, Morten; Frei, Karin M. (2017). Re-theorising mobility and the formation of culture and language among the Corded Ware Culture in Europe. Antiquity. 91 (356): 334—347. doi:10.15184/aqy.2017.17. hdl:1887/70150.
- Lazaridis, Iosif (17 вересня 2014). Ancient human genomes suggest three ancestral populations for present-day Europeans. Nature. Nature Research. 513 (7518): 409—413. arXiv:1312.6639. Bibcode:2014Natur.513..409L. doi:10.1038/nature13673. hdl:11336/30563. PMC 4170574. PMID 25230663.
- Lazaridis, Iosif; Haak, Wolfgang; Patterson, Nick; Anthony, David; Reich, David (2015). Supplementary Information 11. Relevance of ancient DNA to the problem of Indo-European language dispersals. Massive migration from the steppe is a source for Indo-European languages in Europe.
- Linderholm, Anna (2020), Corded Ware cultural complexity uncovered using genomic and isotopic analysis from south-eastern Poland, Scientific Reports, 10 (1): 6885, Bibcode:2020NatSR..10.6885L, doi:10.1038/s41598-020-63138-w, PMC 7165176, PMID 32303690
- Lindquist, H. (1993). Historien om Sverige (швед.).
- Malmström, Helena (9 жовтня 2019). The genomic ancestry of the Scandinavian Battle Axe Culture people and their relation to the broader Corded Ware horizon. Proceedings of the Royal Society B. Royal Society. 286 (1912). doi:10.1098/rspb.2019.1528. PMC 6790770. PMID 31594508.
- Mallory, J. P. (1997). Encyclopedia of Indo-European Culture. Taylor & Francis. ISBN 978-1884964985. Процитовано 18 лютого 2015.
- Mallory, J. P. (1999). In Search of the Indo-Europeans (вид. freprint). Thames and Hudson.
- Mathieson, Iain (23 листопада 2015). Genome-wide patterns of selection in 230 ancient Eurasians. Nature. Nature Research. 528 (7583): 499—503. Bibcode:2015Natur.528..499M. doi:10.1038/nature16152. PMC 4918750. PMID 26595274.
- Mathieson, Iain (21 лютого 2018). The Genomic History of Southeastern Europe. Nature. Nature Research. 555 (7695): 197—203. Bibcode:2018Natur.555..197M. doi:10.1038/nature25778. PMC 6091220. PMID 29466330.
- Narasimhan, Vagheesh M. (6 вересня 2019). The formation of human populations in South and Central Asia. Science. American Association for the Advancement of Science. 365 (6457): eaat7487. bioRxiv 10.1101/292581. doi:10.1126/science.aat7487. PMC 6822619. PMID 31488661.
- Olalde, I. (21 лютого 2018). The Beaker phenomenon and the genomic transformation of northwest Europe. Nature. Nature Research. 555 (7695): 190—196. Bibcode:2018Natur.555..190O. doi:10.1038/nature25738. PMC 5973796. PMID 29466337.
- Østmo, Einar (1996). The Indo-European question: A Norwegian perspective. У Huld, Martin E.; Jones-Bley, Karlene (ред.). The Indo-Europeanization of Northern Europe. Journal of Indo-European Studies Monograph. № 17. Washington, DC: Institute for the Study of Man. с. 23—41.
- Papac, Luka та ін. (2021). Dynamic changes in genomic and social structures in third millennium BC central Europe. Science Advances (англ.). 7 (35): eabi6941. Bibcode:2021SciA....7.6941P. doi:10.1126/sciadv.abi6941. ISSN 2375-2548. PMC 8386934. PMID 34433570.
- Saag, Lehti (24 липня 2017). Extensive Farming in Estonia Started through a Sex-Biased Migration from the Steppe. Current Biology. Cell Press. 27 (14): 2185—2193. doi:10.1016/j.cub.2017.06.022. PMID 28712569.
- Sjögren, Karl-Göran (2020), Kinship and social organization in Copper Age Europe. A cross-disciplinary analysis of archaeology, DNA, isotopes, and anthropology from two Bell Beaker cemeteries, PLOS ONE, 15 (11): e0241278, Bibcode:2020PLoSO..1541278S, doi:10.1371/journal.pone.0241278, PMC 7668604, PMID 33196640

- Пустовалов С. Шнурової кераміки (бойових сокир) культурно-історична спільність [Архівовано 13 березня 2016 у Wayback Machine.] // Енциклопедія історії України : у 10 т. / редкол.: В. А. Смолій (голова) та ін. ; Інститут історії України НАН України. — К. : Наукова думка, 2013. — Т. 10 : Т — Я. — С. 650. — ISBN 978-966-00-1359-9.

- Енциклопедія українознавства : Словникова частина : [в 11 т.] / Наукове товариство імені Шевченка ; гол. ред. проф., д-р Володимир Кубійович. — Париж — Нью-Йорк : Молоде життя, 1955—1995. — ISBN 5-7707-4049-3.
- Артеменко И., Племена Верхнего и Среднего Поднепровья в эпоху бронзы. М. 1967; (рос.)
- Свешніков І., Історія населення Передкарпаття, Поділля і Волині в кінці III — на початок II тисячоліття до нашої ери. К. 1974;
- Захарук Ю., Нове джерело до вивчення культур шнурової кераміки на Волині. МДАПВ, вип. 3, К. 1961.